# Vụ án Vạn Thịnh Phát
Vụ án Vạn Thịnh Phát (hay Đại án Vạn Thịnh Phát), cũng được Tòa án nhân dân Thành phố Hồ Chí Minh gọi là vụ án Trương Mỹ Lan và đồng phạm, là một vụ bê bối kinh tế, tham nhũng đặc biệt nghiêm trọng diễn ra tại Công ty cổ phần Tập đoàn Vạn Thịnh Phát và Ngân hàng Thương mại cổ phần Sài Gòn (SCB) do tỷ phú Trương Mỹ Lan cầm đầu trong hơn 10 năm. Tổng cộng đã có 86 người bị truy tố, và tổng số tiền thiệt hại của vụ án lên tới 677.000 tỷ đồng (tương đương 27 tỷ USD) thông qua việc lừa đảo giải ngân thông qua các hồ sơ cho vay của Ngân hàng SCB lên tới 1 triệu tỷ đồng (tương đương 44 tỷ USD), trở thành một trong các vụ bê bối kinh tế lớn nhất trong lịch sử Việt Nam và vượt qua bê bối 1Malaysia Development Berhad ở Malaysia, trở thành vụ bê bối tham nhũng lớn nhất Đông Nam Á. Nhiều chuyên gia cũng cho rằng, vụ bê bối này có thể là một trong những vụ lừa đảo tài chính lớn nhất trong lịch sử thế giới.
Vụ bê bối Vạn Thịnh Phát được phơi bày trong bối cảnh chiến dịch đốt lò của Tổng Bí thư Nguyễn Phú Trọng khởi xướng được đẩy mạnh lên cao nhất khi nhiều cán bộ cấp cao và kể cả Chủ tịch nước đều có liên quan. Trước khi Trương Mỹ Lan bị bắt giữ, nhiều Chủ tịch Tập đoàn lớn ở Việt Nam cũng đã bị tạm giam và khởi tố hình sự. Trong quá trình bê bối được phát hiện và nhiều cá nhân bị bắt giữ, nhiều cuộc biểu tình, căng băng rôn phản đối, đòi quyền lợi của người dân cũng đã được diễn ra trước các trụ sở, chi nhánh của Ngân hàng SCB. 
Theo Tòa án nhân dân Thành phố Hồ Chí Minh, phiên tòa của vụ án sẽ được xét xử theo hai giai đoạn với giai đoạn đầu tiên theo sát vụ Vạn Thịnh Phát và tập trung điều tra, truy tố, xét xử nhằm thu hồi tài sản và giai đoạn hai liên quan đến các trái phiếu doanh nghiệp. Phiên tòa sơ thẩm giai đoạn 1 đã được diễn ra từ ngày 5 tháng 3 đến ngày 11 tháng 4 năm 2024 với sự tham gia của 200 luật sư cùng 86 bị cáo, trong đó có 7 người vắng mặt. Sau phiên tòa, Trương Mỹ Lan đã bị tuyên án sơ thẩm tử hình cùng 4 đồng phạm ở mức án chung thân, các bị cáo khác bị tuyên án từ 3 năm tù treo đến 20 năm tù.

## Bối cảnh

### Trương Mỹ Lan và Tập đoàn Vạn Thịnh Phát
Trương Mỹ Lan sinh ngày 13 tháng 10 năm 1956, là một người Việt gốc Hoa sinh ra ở Sài Gòn, Việt Nam Cộng hòa (nay là Thành phố Hồ Chí Minh, Việt Nam). Ban đầu bà có tên là Trương Muội. Trước khi trở thành chủ của một Tập đoàn lớn tại Việt Nam, bà từng bán mỹ phẩm ở chợ Bến Thành, Thành phố Hồ Chí Minh và được hỗ trợ tài chính từ mẹ. Vào năm 1992, bà kết hôn với doanh nhân đến từ Hồng Kông có tên Chu Lập Cơ và cùng ông thành lập Vạn Thịnh Phát Group với lĩnh vực ban đầu là thương mại và kinh doanh, nhà hàng khách sạn. Cũng vào thời điểm này, chính phủ Việt Nam cũng đang trong công cuộc Đổi Mới, mở cửa nền kinh tế và thu hút đầu tư từ bên ngoài.
Năm 2007, bà bắt đầu chuyển hướng sang lĩnh vực bất động sản. Sau khi thâu tóm được Ngân hàng SCB thông qua việc chi phối cổ phần, bà đã đưa SCB trở thành một trong những ngân hàng thương mại có quy mô tài sản lớn nhất Việt Nam. Đồng thời, Vạn Thịnh Phát cũng là một trong những công ty bất động sản giàu nhất Việt Nam với loạt các dự án bao gồm tòa nhà dân cư cao cấp, văn phòng, khách sạn và trung tâm mua sắm. Thậm chí trụ sở của Công ty Cổ phần đầu tư Times Square còn sở hữu mặt tiền nằm ở Phố đi bộ Nguyễn Huệ, quận 1 của Thành phố Hồ Chí Minh hay khu phức hợp mua sắm – khách sạn Union Square với 4 mặt tiền cũng ở quận 1 lần lượt là Nguyễn Huệ, Lê Lai, Lê Thánh Tôn và Đồng Khởi. Mặc dù sở hữu khối lượng tài sản khổng lồ nhưng các thông tin về bà hay gia tộc đều rất ít được biết đến.
Theo báo Tiếng Dân, có khoảng thời gian bà là tiểu thương bán vải ở quận 5 và gặp gỡ được Trương Thị Hiền – vợ Lê Thanh Hải, Bí thư Quận 5 lúc bấy giờ. Lê Thanh Hải cùng với Trương Mỹ Hoa, chị của Trương Thị Hiền được cho là đã hỗ trợ nhiều trong các thương vụ của bà Trương Mỹ Lan. Trong giai đoạn giữa năm 2014, bà cùng 9 thành viên khác trong gia đình đã xin thôi quốc tịch Việt Nam không rõ lý do và đã được chấp thuận, tuy nhiên, sau đó đến tháng 6 năm 2015 thì lại rút hồ sơ. Trương Mỹ Lan và chồng bà là Chu Lập Cơ cũng đã xuất hiện trong báo cáo "Tài liệu Panama"  của Liên đoàn nhà báo điều tra quốc tế vào tháng 5 năm 2015.

### Chiến dịch đốt lò

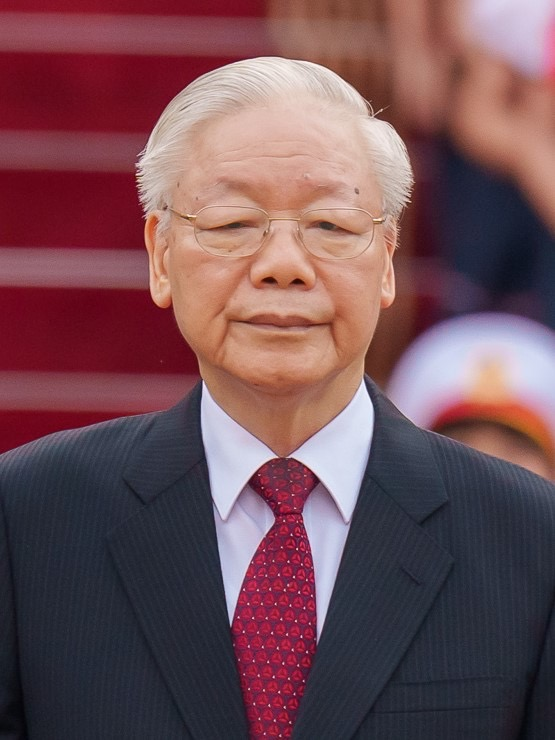
Tổng Bí thư Nguyễn Phú Trọng, người đã khởi xướng chiến dịch đốt lò.

Trong giai đoạn ông Nguyễn Tấn Dũng làm thủ tướng, nhiều người cho rằng ông đã tạo điều kiện cho tham nhũng phát triển ở Việt Nam. Đến năm 2016, Đảng Cộng sản Việt Nam bắt đầu thực hiện chiến dịch phòng chống tham nhũng mang tên "đốt lò" được khởi xướng bởi Tổng Bí thư Nguyễn Phú Trọng. Từ năm 2022, chiến dịch đã bắt đầu được đẩy mạnh. Chiến dịch đã khiến cho hai Chủ tịch nước Việt Nam từ chức (bao gồm Nguyễn Xuân Phúc và Võ Văn Thưởng), nhiều cán bộ cấp cao khác trong chính phủ và hàng nghìn người bị truy tố. Các nhân vật hoạt động trong lĩnh vực kinh tế cũng bị ảnh hưởng từ chiến dịch này. Vào tháng 3 năm 2022, Trịnh Văn Quyết – Chủ tịch Tập đoàn FLC và công ty con là Bamboo Airways –  đã bị bắt giữ vì tội thao túng thị trường chứng khoán. Sau đó khoảng một tháng, Đỗ Anh Dũng – Chủ tịch Tập đoàn Tân Hoàng Minh đã bị bắt giữ do lừa đảo chiếm đoạt tài sản. Tương tự vào tháng 4, Chủ tịch Tập đoàn Tân Hiệp Phát, nhà sản xuất đồ uống tư nhân lớn nhất Việt Nam – Trần Quý Thanh cũng đã bị bắt giữ vì biển thủ tài sản. Như vậy, chỉ trong vòng tháng 3–4, liên tiếp Chủ tịch của ba tập đoàn lớn ở Việt Nam đã bị bắt giữ do các sai phạm. Tuy nhiên, cũng có nhiều cáo buộc cho rằng chiến dịch đang được sử dụng cho mục đích chính trị nhằm tranh giành quyền lực nội bộ, Bộ Ngoại giao Việt Nam đã phát biểu phủ nhận cáo buộc này.

## Quá trình sai phạm

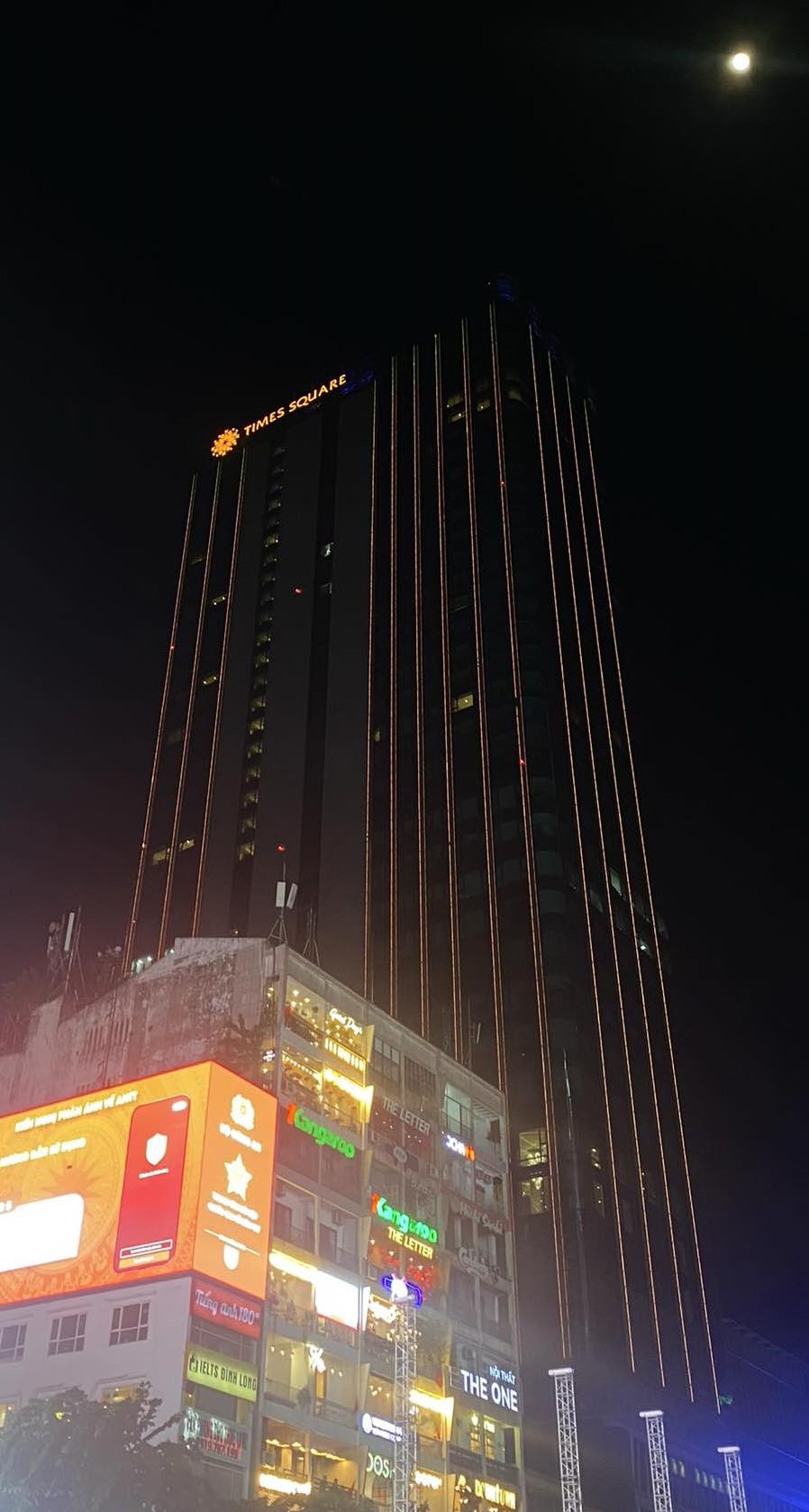
Tòa nhà Times Square của Tập đoàn Vạn Thịnh Phát năm 2024.

Năm 1992, Trương Mỹ Lan cùng chồng là Chu Lập Cơ thành lập Công ty Trách nhiệm hữu hạn Vạn Thịnh Phát và hoạt động trong lĩnh vực thương mại và kinh doanh, nhà hàng khách sạn. Năm 2007, với vốn điều lệ 6.000 tỷ đồng, Vạn Thịnh Phát bắt đầu đầu tư sang lĩnh vực bất động sản. Sau đó, bà đã thành lập nên nhiều công ty con và các công ty liên kết số với số vốn lên tới hàng nghìn tỷ đồng như Công ty Cổ phần Đầu tư An Đông (9.000 tỷ đồng), Công ty Cổ phần Đầu tư Times Square Việt Nam, Công ty Cổ phần Tập đoàn Sài Gòn Peninsula (18.000 tỷ đồng), VTP Group Holdings (6.000 tỷ đồng) và VTP Group Holdings (12.800 tỷ đồng). Cuối năm 2019, Tập đoàn Vạn Thịnh Phát nâng vốn điều lệ lên 13.000 tỷ đồng thông qua phát hành cổ phiếu cho các cổ đông trong nước. Trong quá trình phát triển, Tập đoàn này đã xây dựng được một hệ sinh thái với quy mô hơn cả 1.000 doanh nghiệp. Các công ty con của Tập đoàn này có thể được chia ra làm 4 nhóm chính lần lượt là: Nhóm định chế tài chính – nhóm này được nhiều người xem là nhóm quan trọng nhất khi đây là nguồn tiền cho cả "hệ sinh thái Vạn Thịnh Phát"; Nhóm các công ty có hoạt động kinh doanh tại Việt Nam – các công ty trong nhóm này đa phần hoạt động trong lĩnh vực bất động sản, nhà hàng, khách sạn... với vốn điều lệ lớn nhằm thu hút sự đầu tư, nắm cổ phần chi phối các công ty con khác; Nhóm các công ty "ma" tại Việt Nam – đây là nhóm các công ty lấy pháp nhân góp vốn đầu tư để vay vốn ngân hàng, đảo nợ... và Nhóm các công ty ở nước ngoài – các công ty này sẽ lấy danh nghĩa "nhà đầu tư nước ngoài" đầu tư vào Việt Nam và được sử dụng để quản lý tài sản của gia đình bà Lan ở nước ngoài.
Trong đó, Ngân hàng Thương mại cổ phần Sài Gòn (SCB) là một trong những công ty thuộc Nhóm định chế tài chính trong "hệ sinh thái" này. Theo Luật Các tổ chức tín dụng 2010 ở Việt Nam, một cá nhân không thể nào sở hữu hơn 5% vốn điều lệ đối với một tổ chức tín dụng, nên trước đó vào năm 2011, Trương Mỹ Lan đã sử dụng người thân và bạn bè thân thiết của mình để thu gom từ 80–90% cổ phần của ba ngân hàng là Ngân hàng Đệ Nhất (Ficombank), Ngân hàng Thương mại cổ phần Việt Nam Tín Nghĩa (TinNghiaBank) và Ngân hàng Thương mại cổ phần Sài Gòn (SCB). Lúc này, Trương Mỹ Lan đã nắm giữ 81,43% cổ phần của SCB dưới tên của 32 cổ đông; 98,74% cổ phần của TinNghiaBank với 36 cổ đông và 80,46% của Ficombank thông qua 24 cổ đông. Từ ngày 1 tháng 1 năm 2012, ba ngân hàng này được hợp nhất thành Ngân hàng Thương mại cổ phần SCB, Trương Mỹ Lan tiếp tục nhờ 73 cổ đông đứng tên sở hữu 85,61% cổ phần. Đến ngày 1 tháng 1 năm 2018, số cổ phần bà nắm giữ tại Ngân hàng này lên tới 91,54% cổ phần. Bà Lan đã sử dụng hoạt động của Ngân hàng trong huy động vốn đáp ứng nhu cầu kinh doanh của các Tập đoàn, công ty con, công ty liên kết mà bà Lan sở hữu để lập các hồ sơ cho vay giả từ Ngân hàng SCB rồi chiếm đoạt tiền về cho cá nhân. Để thực hiện hành vi này, bà Lan cũng đã hối lộ nhiều quan chức trong chính phủ Việt Nam. Không chỉ vậy, bà Lan còn mua chuộc nhiều công ty thẩm định như: Công ty thẩm định giá Thiên Phú; Công ty Trách nhiệm hữu hạn thẩm định giá MHD; Công ty Trách nhiệm hữu hạn thẩm định giá Tầm Nhìn Mới; Công ty Cổ phần tư vấn dịch vụ Bất động sản DATC; Công ty Cổ phần thẩm định giá EXIM.
Dòng tiền của bà Trương Mỹ Lan sau khi rút khỏi Ngân hàng SCB.
Thông qua hình thức trên, trong vòng 10 năm từ năm 2012 đến năm 2022, Trương Mỹ Lan đã giải ngân nhiều khoản vay lập khống hoặc không đảm bảo đủ giá trị pháp lý với tổng số tiền hơn 1 triệu tỷ đồng từ Ngân hàng SCB. Tính đến tháng 10 năm 2022, tổng dư nợ không thể thu hồi đã lên tới 677.000 tỷ đồng, trừ đi các tài sản đảm bảo thì thiệt hại mà bà gây ra là 498.000 tỷ đồng. Trong số thiệt hại đó, bà Trương Mỹ Lan bị cơ quan điều tra cáo buộc tham ô tài sản của SCB trị giá hơn 304.000 tỷ đồng cùng 129.000 tỷ đồng tiền lãi và chi phí phát sinh. Tổng cộng bà Lan cùng đồng phạm đã tạo 2.500 khoản vay tại Ngân hàng SCB và 1.066.000 tỷ đồng được giải ngân, chiếm 93% tổng số tiền mà ngân hàng này cho vay. So với GDP Việt Nam năm 2022, con số này tương đương với 10,7% nền kinh tế. Số tiền giải ngân của bà Lan thậm chí còn gấp 3 lần vốn xây dựng sân bay Long Thành, gấp 7 lần vốn xây dựng 12 dự án cao tốc Bắc–Nam. Sau khi các khoản vay được giải ngân, bà Lan chỉ đạo cấp dưới của mình chuyển tiền từ công ty được giải ngân sang tài khoản của các pháp nhân hay các cá nhân "không tồn tại". Khi có nhu cầu sử dụng, bà Lan sẽ chuyển tiền đi khắp các công ty con nằm trong "hệ sinh thái của Vạn Thịnh Phát". Để rút tiền mặt qua bên ngoài, bà Lan yêu cầu nhân viên làm thủ tục khống nhằm hợp thức chứng từ rút tiền thông qua Ngân hàng SCB và dùng xe ô tô chở tiền về nhà riêng Sherwood nằm ở số 127 Pasteur, quận 3, Thành phố Hồ Chí Minh hoặc trụ sở của Tập đoàn Vạn Thịnh Phát. Theo cơ quan cảnh sát điều tra, từ tháng 2 năm 2019 đến tháng 9 năm 2022, số tiền được lái xe vận chuyển là 108.000 tỷ đồng cùng 14,7 triệu USD (tương đương 355 tỷ đồng).
Trong quá trình hoạt động, thông qua Ngân hàng SCB nhiều hồ sơ chứng từ đã được duyệt dù không đủ điều kiện để vận chuyển tiền ra nước ngoài và chuyển tiền từ nước ngoài trở về Việt Nam. Tập đoàn Vạn Thịnh Phát đã sử dụng 12 công ty được thành lập, đăng ký tại Việt Nam và 11 công ty được thành lập ở nước ngoài để thực hiện quá trình này chuyển và nhận tiền này. Từ năm 2012 đến năm 2022, tổng cộng 78 giao dịch chuyển tiền đã được thực hiện với tổng số tiền lên tới 1,5 tỷ đô la Mỹ (tương đương 35.361 tỉ đồng) và nhận trở về Việt Nam 152 giao dịch với tổng số tiền hơn 3 tỷ đô la Mỹ (tương đương 71.368 tỉ đồng). Như vậy, tổng số tiền chuyển và nhận lên tới 4,5 tỷ đồng (tương đương hơn 106.730 tỉ đồng). Việc thực hiện vận chuyển tiền tệ xuyên biên giới được bà Lan giao cho Trịnh Quang Công, Nguyễn Phương Anh và Chiu Bing Keung Kenneth phụ trách.
Số tiền trái phiếu Vạn Thịnh Phát còn nợ các nhà đầu tư.
Ngoài ra, trong năm 2018, bà Lan cũng đã lựa chọn 4 công ty bao gồm Công ty An Đông, Công ty Quang Thuận, Công ty Sunny World và Công ty Setra để phát hành trái phiếu, huy động tiền từ người dân trong bối cảnh Tập đoàn Vạn Thịnh Phát vướng vào tình trạng khó khăn và nợ xấu kéo dài. Các công ty này đã huy động tổng cộng 30.800 tỷ đồng thông qua việc bán trái phiếu, sau đó hợp thức dòng tiền cho 8 công ty con thuộc Tập đoàn Vạn Thịnh Phát khi mua lại số trái phiếu này của 4 công ty. Các gói trái phiếu của Sunny World được giao cho Ngân hàng Thương mại cổ phần Sài Gòn - Hà Nội (SHB) tung ra thị trường, trong khi các trái phiếu còn lại do Công ty chứng khoán TVSI ký kết hợp đồng bán trái phiếu. Dòng tiền từ việc bán trái phiếu sau đó được đưa về Ngân hàng SCB. Trong đó, tại Công ty An Đông số trái phiếu đã được 30.738 nhà đầu tư thu mua với tổng cộng 25.300 tỷ đồng bao gồm 24.969 tỷ đồng không có khả năng chi trả; tại Công ty Sunny World có 24 triệu trái phiếu được phát hành với tổng trị giá 2.400 tỷ đồng bao gồm 1.600 tỷ đồng không có khả năng chi trả; tại Công ty Quang Thuận có 15 triệu trái phiếu được phát hành với tổng trị giá 1.500 tỷ đồng không có khả năng chi trả cho 2.649 nhà đầu tư; và tại Công ty Setra với 20 triệu trái phiếu được phát hành trong tổng trị giá 2.000 tỷ đồng dư nợ của 2.431 nhà đầu tư. Trong vòng 2 năm, Tập đoàn Vạn Thịnh Phát đã chiếm đoạt 30.000 tỷ đồng từ hơn 35.000 nhà đầu tư.

## Điều tra và bắt giữ
Theo TAND Thành phố Hồ Chí Minh, phiên tòa sẽ được diễn ra trong hai giai đoạn với giai đoạn 1: "Tập trung điều tra, truy tố, xét xử 86 bị cáo về các tội: Tham ô tài sản, đưa hối lộ, nhận hối lộ; lợi dụng chức vụ, quyền hạn trong khi thi hành công vụ; thiếu trách nhiệm gây hậu quả nghiêm trọng; lạm dụng tín nhiệm chiếm đoạt tài sản; vi phạm quy định về hoạt động ngân hàng, hoạt động khác liên quan đến hoạt động ngân hàng và tội vi phạm quy định về cho vay trong hoạt động của các tổ chức tín dụng"; và giai đoạn 2: "Điều tra, truy tố, xét xử các sai phạm liên quan đến trái phiếu doanh nghiệp". Phiên tòa giai đoạn 1 được cho là sẽ "làm tiền đề" cho giai đoạn 2.

### Giai đoạn 1
Ngày 8 tháng 10 năm 2022, bà Trương Mỹ Lan đã bị Cơ quan cảnh sát điều tra (C03) thuộc Bộ Công an khởi tố và bắt giữ để điều tra về tội danh "Lừa đảo chiếm đoạt tài sản". Ngoài ra, trong đợt bắt giữ còn có Trương Huệ Vân (34 tuổi, Tổng Giám đốc Công ty cổ phần Tập đoàn quản lý Bất động sản Windsor); Nguyễn Phương Hồng (38 tuổi, Trợ lý tại Công ty cổ phần Tập đoàn Vạn Thịnh Phát); Hồ Bửu Phương (50 tuổi, Nguyên Chủ tịch Hội đồng quản trị Công ty cổ phần Chứng khoán Tân Việt, Nguyên Phó Giám đốc phụ trách tài chính Công ty cổ phần Tập đoàn Vạn Thịnh Phát" cũng với tội danh tương tự bà Trương Mỹ Lan. Đến hết ngày 19 tháng 12 năm 2022, Bộ Công an đã khởi tố 27 bị can để điều tra 2 vụ án liên quan đến các sai phạm tại Tập đoàn Vạn Thịnh Phát. Sau đó một ngày, công an Thành phố Hồ Chí Minh cũng đã đề nghị Sở Tài nguyên và Môi trường Thành phố rà soát 156 bất động sản liên quan Vạn Thịnh Phát để phục vụ điều tra.
Đến ngày 16 tháng 1 năm 2023, C03 tiếp tục khởi tố, bắt tạm giam ông Nguyễn Cao Trí (53 tuổi) – Tổng Giám đốc Công ty cổ phần Đầu tư - Du lịch Sài Gòn Đại Ninh với tội danh "Lạm dụng tín nhiệm chiếm đoạt tài sản". Theo phía cơ quan điều tra, ông Nguyễn Cao Trí đã nhận 40 triệu USD từ bà Trương Mỹ Lan để mua bán các dự án và kinh doanh. Ngày 16 tháng 8 năm 2023, trong phiên họp thứ 24 của Ban Chỉ đạo Trung ương về phòng chống tham nhũng, tiêu cực thì Tổng Bí thư Đảng Cộng sản Việt Nam Nguyễn Phú Trọng đã yêu cầu "đẩy nhanh tiến độ, kết thúc điều tra" nhiều vụ án trong đó bao gồm vụ việc xảy ra tại tập đoàn Vạn Thịnh Phát. Trong phiên họp, cũng liệt kê vụ án vào nhóm điều tra, truy tố, xét xử trong năm 2023. Trước khi vụ án được đưa vào xét xử, tổng cộng 86 người bị truy tố bao gồm bà Trương Mỹ Lan, trong số đó có 24 quan chức chính phủ. Trong số 18 thành viên đoàn thanh tra thuộc Ngân hàng Nhà nước Việt Nam, bà Đỗ Thị Nhàn – Trưởng Đoàn thanh tra đã nhận hối lộ từ bà Trương Mỹ Lan 5,2 triệu USD.
Theo công bố trước báo chí, Chánh văn phòng Tòa án nhân dân Thành phố Hồ Chí Minh, ông Phạm Ngọc Duy cho biết, đã có khoảng 2.500 tập tài liệu được tổng hợp trong 104 thùng hồ sơ nặng khoảng 6 tấn bao gồm 1 triệu bút lục cho vụ án. Vào ngày 16 tháng 2, Tòa án nhân dân Thành phố Hồ Chí Minh đã ra quyết định ấn định thời gian xét xử vụ án liên quan đến sai phạm tại Vạn Thịnh Phát và Ngân hàng SCB kéo dài từ ngày 5 tháng 3 đến ngày 29 tháng 4. Tổng cộng có 86 người bị truy tố bao gồm bà Trương Mỹ Lan với tội danh "tham ô tài sản, đưa hối lộ" và "vi phạm quy định về cho vay trong hoạt động của các tổ chức tín dụng". 85 người còn lại bao gồm lãnh đạo cấp cao trong Vạn Thịnh Phát, SCB và cơ quan thanh gia giám sát của Ngân hàng Nhà nước Việt Nam về tội: "tham ô tài sản, vi phạm quy định về hoạt động ngân hàng, đưa hối lộ, nhận hối lộ, lợi dụng chức vụ quyền hạn trong khi thi hành công vụ, thiếu trách nhiệm gây hậu quả nghiêm trọng".

### Giai đoạn 2
Giai đoạn 2 của vụ án được cho là có liên quan đến các trái phiếu của doanh nghiệp. Trước khi xét xử giai đoạn 2, Hội đồng xét xử đã yêu cầu Cơ quan chức năng làm rõ 8 kiến nghị để phục xét xử, bao gồm: Làm rõ dòng tiền 108.878 tỷ đồng và 14.757.677 USD mà tài xế riêng bà Lan chở từ Ngân hàng SCB về tòa nhà Sherwood; Điều tra, truy hồi dòng tiền của 3 người đã qua đời trong quá trình diễn ra vụ án; Nhà nước phải có giải pháp và thanh tra, giám sát đối với các tổ chức tín dụng; Chính phủ, các bộ, ngành kiểm soát thành lập, quản lý doanh nghiệp; Điều tra vai trò, trách nhiệm của các công ty kiểm soát ở Ngân hàng SCB; Quy định chi tiết các điều kiện về tài sản đảm bảo tại tổ chức tín dụng; Điều tra các phương án, dự án chưa được xử lý của Lan; Xác minh tài sản của 5 bị cáo đang bị truy nã. Đồng thời, tài sản của các bị cáo này cũng đã bị phong tỏa. Đến ngày 6 tháng 6 năm 2024, C03 Bộ Công an đã đưa ra kết luận điều tra với các tội danh "lừa đảo chiếm đoạt tài sản", "rửa tiền" và "vận chuyển trái phép tiền tệ qua biên giới". Trương Mỹ Lan, Nguyễn Phương Anh, Trịnh Quang Công và Trương Khánh Hoàng bị truy tố đồng loạt ba tội danh. Với tội danh "rửa tiền" bao gồm: Chu Lập Cơ, Bùi Văn Dũng, Trần Xuân Phượng, Tô Thị Anh Đào cùng 20 cá nhân khác với tội danh "lừa đảo chiếm đoạt tài sản". Theo cơ quan chức năng, các cá nhân này đã lấy nguồn tiền từ SCB và việc phát hành trái phiếu để chiếm đoạt về cá nhân bà Trương Mỹ Lan với tổng số tiền 415.666 tỷ đồng vào tài khoản của 483 cá nhân và 450 pháp nhân. Trong giai đoạn 2018 – 2019, thông qua 4 công ty con thuộc Tập đoàn Vạn Thịnh Phát bao gồm An Đông, Quang Thuận, Setra và Sunny World, nhóm này đã phát hành 25 gói trái phiếu thu về 30.081 tỷ đồng từ 35.824 người mua. Cả 3 cá nhân đã qua đời trong quá trình điều tra giai đoạn 1 cũng bị C03 cáo buộc phạm tội "Lừa đảo chiếm đoạt tài sản" trong giai đoạn 2.
Theo cơ quan điều tra, SCB thành lập năm 2011 với vốn điều lệ 10.583 tỷ đồng và sau này nâng lên 15.231 tỷ đồng với 1 hội sở chính, 50 chi nhánh cùng 184 phòng giao dịch. Thông qua các pháp nhân, cá nhân đứng tên hộ sở hữu cổ phần thì Trương Mỹ Lan chiếm giữ 90% số cổ phần SCB mà không trực tiếp giữ chức vụ Ban quản trị, Ban điều hành. Từ nguồn tiền tài sản của SCB và chiếm đoạt tài sản thông qua phát hành trái phiếu, bà Lan đã chỉ đạo rút tiền mặt và chia nhỏ ra để sử dụng cho các khoản chi khác nhau. Việc chuyển tiền ra nước ngoài, Lan giao phó cho một số cá nhân thân cận của mình chịu trách nhiệm. Tuy nhiên, khi được hỏi, Trương Mỹ Lan khẳng định tiền từ nước ngoài về Việt Nam là tiền đi vay, còn tiền chuyển ra nước ngoài chính là tiền trả nợ. Tương tự, để chuyển tiền từ Việt Nam và nhận tiền từ nước ngoài thành công, Lan còn có nhóm luật sư quản lý các công ty nước ngoài và sự tham gia và lãnh đạo, cựu lãnh đạo SCB. Như vậy, theo cơ quan điều tra, Trương Mỹ Lan đã rửa tiền hơn 445.746 tỷ đồng và vận chuyển trái phép 106.730 tỷ đồng xuyên biên giới.
Tính đến thời điểm vụ án bị khởi tố vào ngày 7 tháng 10 năm 2022, Tập đoàn Vạn Thịnh Phát đã sở hữu 1.470 công ty, trong đó bao gồm 46 công ty tại nước ngoài. Sau khi các công ty này được thành lập thì có đến 656 công ty "ma" được sử dụng để vay tiền từ SCB, trong đó 435 công ty khi khởi tố đều thuộc nhóm nợ xấu và không có khả năng thu hồi; 85 công ty được sử dụng để chuyển tiền từ Việt Nam và 63 công ty khác nhận tiền từ nước ngoài. Trong số đó, có 50 công ty được sử dụng để tạo lập, phát hành trái phiếu và hàng trăm công ty được sử dụng để đứng tên tài sản. Cơ quan điều tra địa phương cho biết, toàn bộ giao dịch nộp, rút tiền mặt và chuyển tiền tại SCB liên quan đến 30.869 tỷ đồng đều là giả mạo, không có thực tế nộp hay rút tiền mặt. Những giao dịch này chỉ nhằm mục đích cân đối sổ quỹ tiền mặt hàng ngày tại chi nhánh Sài Gòn, Bến Thành của SCB. Sau khi tiền từ trái phiếu do Công ty chứng khoán TVSI chuyển về SCB, các đối tượng đã rút tiền bằng hai hình thức: một là rút tiền mặt trực tiếp và giao cho Bùi Văn Dũng (lái xe của Trương Mỹ Lan) để chở về nhà; hai là cho những người thuê đứng tên ký chứng từ rút tiền, rồi nộp vào các tài khoản chỉ định. Tiền sau đó được chuyển tiếp để trả nợ vay, thanh toán thẻ tín dụng và chuyển cho các cá nhân, công ty khác. Đến ngày 15 tháng 7 năm 2024, Viện Kiểm sát Nhân dân Tối cao đã tống đạt Bản cáo trạng số 6639 giai đoạn 2 của vụ án.

## Xét xử

### Giai đoạn 1

#### Những ngày xét xử đầu tiên
Trong ngày đầu tiên xét xử, ngày 5 tháng 3 năm 2024, phiên tòa xoay quanh kiểm tra lý lịch của 86 bị cáo với sự tham gia của khoảng 200 luật sư tham gia bào chữa. Phiên tòa do thẩm phán Phạm Lương Toản – Chánh tòa hình sự Tòa án nhân dân Thành phố Hồ Chí Minh cùng 10 Kiểm sát viên đến từ Viện kiểm sát nhân dân Thành phố Hồ Chí Minh do Viện kiểm sát nhân dân tối cao phân công. An ninh xoay quanh phiên tòa cũng được siết chặt. Trong số 86 người bị khởi tố, chỉ có 79 người có mặt tại phiên tòa với 5 người đang bị truy nã và được xét xử vắng mặt, 2 người còn lại xin xét xử vắng mặt vì vấn đề sức khỏe. Trong đó, Đinh Văn Thành – người xét xử vắng mặt vào năm 2020 đã xin từ chức và ra nước ngoài từ đó. Ngoài ra còn có Nguyễn Thị Thu Sương, Trầm Thích Tồn, Chiêm Minh Dũng, Nguyễn Lâm Anh Vũ cũng xét xử vắng mặt và đang bị Bộ Công an Việt Nam truy nã. Riêng, Nguyễn Cao Trí – Chủ tịch HĐQT kiêm Tổng giám đốc Công ty cổ phần đầu tư và quản lý giáo dục Văn Lang và Công ty cổ phần Tập đoàn Capella đã bị cáo buộc chiếm đoạt 1.000 tỷ đồng của bà Trương Mỹ Lan. Ông là người duy nhất trong phiên tòa không phải là đồng phạm của bà Lan. Theo cáo trạng, ông đã lợi dụng việc bà Lan bị bắt để chiếm đoạt hơn 1.000 tỷ đồng từ SCB. Từ phiên tòa thứ hai, ông Trí được xét xử vắng mặt trong trại tạm giam do tình hình sức khỏe. Tòa án đã triệu tập tổng cộng hơn 2.400 người có liên quan trong quá trình diễn ra vụ án. Trong lúc xét xử, công an địa phương cũng cho phép hàng trăm người biểu tình bên ngoài tòa án.
Trong các ngày thứ 3–4 xét xử, phiên tòa chủ yếu xoay quanh việc hối lộ, nhận hối lộ của các cán bộ SCB với Đỗ Thị Nhàn và các cán bộ thanh tra của Ngân hàng Nhà nước Việt Nam cùng các thẩm định viên trong các công ty liên kết với Vạn Thịnh Phát. Trong phiên tòa, bà Lan đã xin phép Hội đồng xét xử (HĐXX) cho con gái mình là Chu Diệp Phấn đòi lại tiền từ những người nợ bà Lan để khắc phục hậu quả. Bà cũng yêu cầu tòa án xác nhận đơn "thu hồi nợ", tuy nhiên, phía tòa án bác bỏ vì không thuộc trách nhiệm của mình. Ngoài ra, Chu Lập Cơ – chồng bà Trương Mỹ Lan khai nhận mình làm "theo chỉ đạo" của vợ, ông được cho là đã gây thiệt hại 9.000 tỷ đồng cho SCB. Đến ngày thứ 4 diễn ra xét xử, ông đã khắc phục hậu quả 1 tỷ đồng. Trong các ngày xét xử sau đó, Trương Mỹ Lan bác bỏ việc mình sở hữu những công ty khác và khẳng định Tập đoàn Vạn Thịnh Phát chỉ có 5 – 6 công ty con và các công ty này chỉ đi vay tiền nước ngoài, chứ không vay tiền ở Việt Nam. Bà cũng khẳng định mình không hề quen biết đến Nhàn và các thẩm định gia khác. Trong khi đó, các cựu lãnh đạo tại SCB như Trương Khánh Hoàn, Bùi Anh Dũng, Võ Tấn Hoàng Văn, Tạ Chiêu Trung... lại cho rằng bà nắm quyền chi phối SCB và ký các quyết định theo chỉ đạo của bà. Mặc dù vậy, bà Lan vẫn từ chối bản thân đứng đầu và là người chi phối SCB, tuy nhiên bà lại cam kết đưa tài sản của mình bao gồm 649 tài sản (bao gồm cổ phần, cổ phiếu, quyền tài sản, bất động sản...) của mình để cho SCB khắc phục hậu quả, bà gọi việc này là "cho SCB mượn tài sản để giải quyết vấn đề tài chính". Khi HĐXX kê biên các tài sản của mình, bà Lan yêu cầu loại bỏ căn biệt thự cổ ở quận 3, Thành phố Hồ Chí Minh để "bảo tồn cho di tích Việt Nam". Riêng khách sạn Daewoo Hà Nội, con bà Lan đã đề nghị bán khách sạn này để khắc phục hậu quả. Trong phiên tòa, Hội đồng xét xử đã yêu cầu Bà và gia đình phải bồi thường 27 tỷ USD và thanh lý khoảng 1.112 tài sản của mình bao gồm Saigon One Tower và Saigon Peninsula. Trong khi đó, phía chồng của bà đã bán số tài sản của mình ở Hồng Kông trị giá 1 tỷ USD để bồi thường các thiệt hại.

#### Luận tội và bào chữa
Đến ngày 19 tháng 3, sau 9 ngày xét xử, Viện Kiểm sát nhân dân (VKSND) Thành phố Hồ Chí Minh đề nghị mức án tử hình với 3 tội danh theo cáo trạng ban đầu đối với bà Trương Mỹ Lan. Tuy nhiên, bà Lan được cho là vẫn "chối tội, đổ lỗi cho nhân viên". Viện Kiểm sát cho rằng, "Tại tòa, bị cáo Lan quanh co, chối tội, không tỏ ra ăn năn; đổi lỗi cho nhân viên, các bị cáo tại SCB. Hậu quả vụ đặc biệt nghiêm trọng, không có khả năng thu hồi. Vì vậy, cần loại bỏ bị cáo ra khỏi xã hội". Đồng thời, bà Lan cũng bị yêu cầu bồi thường 677.000 tỷ đồng và lãi phát sinh. Đinh Văn Thành, Võ Tấn Hoàng Văn, Bùi Anh Dũng và Đỗ Thị Nhàn bị luận tội và đề nghị mức án chung thân; 19 – 20 năm tù cho Trương Khánh Hoàng, Trần Thị Mỹ Dung và Trương Huệ Vân; Chu Lập Cơ với mức án 11 – 12 năm tù. Các bị cáo còn lại được hưởng mức án từ án treo cho đến 12 năm tù. Sau khi bị luận tội, bà Lan cho biết bản thân "đau xót" khi bị xem là "quanh co, chối tội" và "đổ tội cho cấp dưới". Bà vẫn phủ nhận mọi cáo buộc trong suốt quá trình xét xử. Luật sư của bà Lan yêu cầu tòa án xem xét lại tội danh "tham ô tài sản" của bà và thiệt hại của vụ án. Trong phiên tòa sáng ngày 21 tháng 3, bà Lan yêu cầu HĐXX xem xét 1.650 tỷ đồng bao gồm 1.000 tỷ đồng của ông Nguyễn Cao Trí và 650 tỷ đồng của các cá nhân khác trả cho bà để khắc phục hậu quả. Bà đề nghị dùng số tiền này khắc phục cho Trương Huệ Vân là 1.350 tỷ đồng và Chu Lập Cơ là 300 tỷ đồng. Trong những ngày sau đó, các luật sư và HĐXX tiếp tục tranh luận và thực hiện quyền bào chữa cho các bị cáo có liên quan đến Ngân hàng SCB. Các bị cáo cũng bắt đầu biện hộ để yêu cầu giảm nhẹ mức án. Trong quá trình tranh luận và yêu cầu khắc phục hậu quả để giảm nhẹ bản án, con gái bà Lan là Chu Duyệt Phấn đã yêu cầu bán tòa nhà Capital Place trị giá 1 tỷ USD. Tuy nhiên, tòa nhà đang bị thế chấp cho khoản vay 200 triệu USD bởi 4 ngân hàng với đại diện là Ngân hàng HSBC (Hồng Kông), Ngân hàng OCBC Bank (Singapore) phản đối việc bán tòa nhà ngay tại tòa án. Đại diện của 4 ngân hàng cho biết rằng khoản vay vẫn chưa được tất toán hoàn toàn, thế chấp cũng bao gồm quyền sở hữu tòa nhà này và thời gian đáo hạn vào ngày 30 tháng 4 năm 2024. Sau đó, HĐXX yêu cầu, sau khi thực hiện bán xong phải trả nợ cho 4 ngân hàng có liên quan, số tiền còn lại sau khi bán được sử dụng để khắc phục hậu quả.
Đến ngày 1 tháng 4, Viện Kiểm sát (VKS) trả lời bào chữa từ phía các luật sư, VKS cho biết việc xem xét thiệt hại trong vụ án không được cơ quan này căn cứ vào giám định của Công ty thẩm định giá Hoàng Quân mà dựa vào lời khai cũng như chứng cứ trong hồ sơ để xác định con số thiệt hại là 667.000 tỷ đồng. Tuy nhiên, do SCB cũng đang nắm giữ nhiều tài sản của bà Lan nên VKS đã lấy số tiền thiệt hại trừ đi tài sản đảm bảo. Về việc xem xét lại tội danh "tham ô tài sản" của bà Lan, VKS cho rằng theo Bộ luật Hình sự 2015 (sửa đổi, bổ sung 2017) đã có quy định về tội danh tham ô đối với doanh nghiệp ngoài nhà nước bắt đầu từ ngày 01 tháng 01 năm 2018, như vậy, các sai phạm sau thời điểm này đã vi phạm vào tội danh "tham ô tài sản". Trong khi đó, vụ việc xảy ra kéo dài 10 năm từ năm 2012 đến năm 2022, tức từ năm 2018 đến năm 2022 đã đủ cơ sở để căn cứ có tội. Phía luật sư tiếp tục bào chữa cho rằng, Hội đồng quản trị của SCB mới là người quyết định hoạt động của Ngân hàng này chứ không phải bà Trương Mỹ Lan là chủ thể của tội danh tham ô. Tuy nhiên, phía VKS cho rằng, theo các căn cứ bà Lan đã sở hữu 65% cổ phần SCB trước khi hợp nhất 3 ngân hàng và có quyền quyết định gần 30% cổ phần SCB do 5 công ty nước ngoài đứng tên sở hữu. Ngoài ra, theo lời khai Tạ Chiêu Trung, tiền mua cổ phần của ông được lấy từ bà và Vạn Thịnh Phát. VKS khẳng định, bà Lan "không phải chủ thể tội tham ô tài sản là không có căn cứ chấp nhận".
Ngoài ra, trong lúc bào chữa, luật sư biện hộ cho bà Trương Mỹ Lan – Phan Trung Hoài cho hay, gia đình bà Trương Mỹ Lan đã liên hệ với Quỹ đầu tư thuộc Tập đoàn CK Asset Holdings Limited (Hồng Kông) của Lý Gia Thành sáng lập với mong muốn khắc phục hậu quả tại Ngân hàng SCB. Ông cũng đã trình bày với HĐXX văn bản mà CEO Justin Chiu gửi đến. Tuy nhiên, chủ tọa phiên tòa sau đã đã bác bỏ văn bản của luật sư do "văn bản chưa được hợp pháp hóa lãnh sự". Ngoài ra, tòa án cũng yêu cầu luật sư không đề cập đến văn bản này để "tránh hiểu nhầm" và "truyền thông sai". Trước đó vào ngày 27 tháng 3, trước khi luật sư biện hộ cho bà Lan về văn bản, Justin Chiu đã viết lá thư gửi đến Tòa án nhân dân Thành phố Hồ Chí Minh và cho rằng mình có "tình cảm tốt đẹp dành cho bà Trương Mỹ Lan". Lá thư này sau đó được cho là nhằm "xin" giảm án cho bà Lan. Nội dung chi tiết trong lá thư được cho là kể về việc bà Lan có nhiều quan hệ quốc tế có khả năng khắc phục hậu quả vụ án và bà là cầu nối giúp các nhà đầu tư nước ngoài hoạt động tại Thành phố Hồ Chí Minh, cũng như triển khai đầu tư các dự án quan trọng trên thành phố. HĐXX sau đó cũng khẳng định, lá thư "không đưa ra được cơ sở căn cứ về khả năng khắc phục hậu quả dự án" nên cũng "không xem xét các đề xuất" mà ông CEO Justin Chiu gửi đến nhằm giảm án cho bà Lan.

#### Tuyên án và sau tuyên án
Sau hơn một tháng xét xử, nhanh hơn kế hoạch ban đầu 2,5 tuần, chiều ngày 11 tháng 4, Tòa án nhân dân Thành phố Hồ Chí Minh tuyên phạt bà Trương Mỹ Lan tử hình về tội "Tham ô tài sản"; 20 năm tù về tội "Vi phạm quy định về cho vay trong hoạt động của các tổ chức tín dụng; 20 năm tù về tội "Đưa hối lộ" với tổng hình phạt chung là tử hình. Đồng thời, HĐXX yêu cầu bà phải bồi thường thiệt hại mà mình đã chiếm đoạt từ SCB là 677.000 tỷ đồng, tuy nhiên, do đã khắc phục hậu quả nên còn 673.800 tỷ đồng. Bốn đối tượng khác bị tuyên phạt chung thân bao gồm: Bùi Anh Dũng, Đinh Văn Thành, Võ Tấn Hoàng Văn và Đỗ Thị Nhàn. Các bị cáo còn lại nhận mức án từ 3 năm tù treo đến 20 năm tù. Sau khi bị tuyên án, Trương Mỹ Lan là người đầu tiên bị xét xử và đề nghị mức án tử hình đối với tội danh tham ô tài sản đối với doanh nghiệp, tổ chức ngoài nhà nước từ khi Bộ luật Hình sự năm 2015 (sửa đổi, bổ sung 2017) bắt đầu có hiệu lực. Ngoài ra, mỗi bị cáo trong vụ án đều phải chịu thêm 200.000 đồng án phí hình sự sơ thẩm, đối với bà Lan phải chịu thêm gần 674 tỷ đồng án phí dân sự sơ thẩm. Trả lời với điều kiện giấu tên, một thành viên trong gia tộc bà Lan cho rằng, "Chúng tôi sẽ tiếp tục đấu tranh để xem mình có thể làm được gì". Luật sư Nguyễn Huy Thiệp của bà Lan cũng khẳng định, sẽ tiếp tục "kháng bản án".
Đến ngày 26 tháng 4, Trương Mỹ Lan đã gửi đơn kháng cáo toàn bộ bản án sơ thẩm lên Tòa án nhân dân Thành phố Hồ Chí Minh. Bà khẳng định bản thân có tham gia vào quá trình tái cơ cấu Ngân hàng SCB, tuy nhiên, bản thân không hề chiếm đoạt tiền từ ngân hàng. Bao gồm Trương Mỹ Lan, tổng số lượng bị cáo kháng cáo sau giai đoạn 1 lên tới 22 người.

### Giai đoạn 2
Đến ngày 6 tháng 9, TAND TPHCM đã thông tin tổ chức xét xử giai đoạn 2 của vụ án Vạn Thịnh Phát kéo dài từ ngày 19 tháng 9 đến ngày 19 tháng 10, bao gồm gần 36.000 người bị hại và 33 bị cáo, trong đó 35.824 bị hại sẽ xét xử vắng mặt.

## Danh sách người có liên quan

### Giai đoạn 1
Chú thích
     Xét xử vắng, và đang bị truy nã
     Xét xử vắng vì lý do sức khỏe
     Tội danh
‡: Hưởng án treo
| STT | Họ và tên                                                                 | Chức vụ | Kết quả xét xử                                                            |
| Đưa hối lộ, Vi phạm quy định về hoạt động của ngân hàng và Tham ô tài sản                                       | Đưa hối lộ, Vi phạm quy định về hoạt động của ngân hàng và Tham ô tài sản | Đưa hối lộ, Vi phạm quy định về hoạt động của ngân hàng và Tham ô tài sản | Đưa hối lộ, Vi phạm quy định về hoạt động của ngân hàng và Tham ô tài sản |
| --- | ------------------------------------------------------------------------- | --- | ------------------------------------------------------------------------- |
| 1 | Trương Mỹ Lan                                                             | Chủ tịch Hội đồng quản trị Tập đoàn Vạn Thịnh Phát | Tử hình                                                                   |
| Nhận hối lộ |                                                                           | |                                                                           |
| 2 | Đỗ Thị Nhàn                                                               | Cựu Cục trưởng Cục Thanh tra, giám sát ngân hàng II thuộc Ngân hàng Nhà nước | Chung thân                                                                |
| Tham ô tài sản và Vi phạm quy định về hoạt động của ngân hàng, hoạt động khác liên quan đến hoạt động ngân hàng |                                                                           | |                                                                           |
| 3 | Đinh Văn Thành                                                            | Cựu Chủ tịch Hội đồng quản trị SCB | Chung thân                                                                |
| 4 | Bùi Anh Dũng                                                              | Cựu Chủ tịch Hội đồng quản trị SCB | Chung thân                                                                |
| 5 | Tạ Chiêu Trung                                                            | Tổng giám đốc Công ty Cổ phần (CP) tài chính Việt Vĩnh Phú, cựu Thành viên Hội đồng quản trị (HĐQT) Ngân hàng SCB                                                                                          | 20 năm tù                                                                 |
| 6 | Võ Tấn Hoàng Văn                                                          | Cựu Tổng giám đốc SCB | Chung thân                                                                |
| Tham ô tài sản                                                                                                  |                                                                           | |                                                                           |
| 7 | Trương Khánh Hoàng                                                        | Cựu Quyền Tổng giám đốc SCB | 17 năm tù                                                                 |
| 8 | Trần Thị Mỹ Dung                                                          | Cựu Phó Giám đốc SCB | 15 năm tù                                                                 |
| 9 | Hồ Bửu Phương                                                             | Cựu Chủ tịch HĐQT Công ty CP chứng khoán Tân Việt, cựu Phó tổng giám đốc phụ trách tài chính Tập đoàn Vạn Thịnh Phát                                                                                       | 16 năm tù                                                                 |
| 10 | Nguyễn Phương Anh                                                         | Phó tổng giám đốc Công ty Sài Gòn Peninsula | 17 năm tù                                                                 |
| 11 | Đặng Phương Hoài Tâm                                                      | Phó trưởng phòng Văn phòng HĐQT Công ty CP Tập đoàn Vạn Thịnh Phát | 15 năm tù                                                                 |
| 12 | Trương Huệ Vân                                                            | Tổng giám đốc Công ty Tập đoàn quản lý bất động sản Windsor | 13 năm tù                                                                 |
| 13 | Dương Tấn Trước                                                           | Tổng giám đốc Công ty Trách nhiệm hữu hạn (TNHH) thương mại và sản xuất Tường Việt | 11 năm tù                                                                 |
| Vi phạm quy định về hoạt động của ngân hàng, hoạt động khác liên quan đến hoạt động ngân hàng                   |                                                                           | |                                                                           |
| 14 | Nguyễn Thị Thu Sương                                                      | Cựu Chủ tịch HĐQT SCB | 17 năm tù                                                                 |
| 15 | Uông Văn Ngọc Ẩn                                                          | Cựu Tổng giám đốc, Phó chủ tịch HĐQT SCB | 3 năm tù‡                                                                 |
| 16 | Chiêm Minh Dũng                                                           | Cựu Phó tổng giám đốc SCB | 17 năm tù                                                                 |
| 17 | Nguyễn Văn Thanh Hải                                                      | Cựu Phó chủ tịch HĐQT SCB | 13 năm tù                                                                 |
| 18 | Nguyễn Thị Phương Loan                                                    | Thành viên HĐQT SCB | 3 năm tù‡                                                                 |
| 19 | Võ Thành Hùng                                                             | Cựu Thành viên HĐQT SCB | 3 năm tù‡                                                                 |
| 20 | Trầm Thích Tồn                                                            | Thành viên HĐQT SCB | 16 năm tù                                                                 |
| 21 | Trần Thuận Hòa                                                            | Thành viên HĐQT SCB | 4 năm tù                                                                  |
| 22 | Lê Khánh Hiền                                                             | Cựu Tổng Giám đốc SCB | 5 năm tù                                                                  |
| 23 | Hoàng Minh Hoàn                                                           | Phó Tổng Giám đốc SCB | 3 năm tù‡                                                                 |
| 24 | Bùi Nhân                                                                  | Cựu Phó Tổng Giám đốc SCB | 9 năm tù                                                                  |
| 25 | Diệp Bảo Châu                                                             | Phó Tổng Giám đốc SCB | 10 năm tù                                                                 |
| 26 | Phạm Văn Phi                                                              | Cựu Phó Tổng Giám đốc SCB | 8 năm tù                                                                  |
| 27 | Nguyễn Anh Phước                                                          | Phó Tổng Giám đốc SCB | 3 năm tù‡                                                                 |
| 28 | Nguyễn Cửu Tính                                                           | Cựu Phó Tổng Giám đốc SCB | 10 năm tù                                                                 |
| 29 | Đỗ Phú Huy                                                                | Chủ tịch Ủy ban kinh doanh và đầu tư SCB | 14 năm tù                                                                 |
| 30 | Võ Văn Tường                                                              | Cựu Phó Giám đốc Khối phê duyệt tín dụng SCB | 2 năm tù‡                                                                 |
| 31 | Khổng Minh Thế                                                            | Cựu Phó Giám đốc Khối phê duyệt tín dụng SCB | 6 năm tù                                                                  |
| 32 | Trần Hoàng Giang                                                          | Phó Giám đốc Khối phê duyệt tín dụng SCB | 3 năm tù                                                                  |
| 33 | Từ Văn Tuấn                                                               | Phó Giám đốc Khối doanh nghiệp SCB | 8 năm tù                                                                  |
| 34 | Phạm Mạnh Cường                                                           | Giám đốc Phòng tái thẩm định SCB | 3 năm tù‡                                                                 |
| 35 | Nguyễn Huỳnh Lan Chi                                                      | Cựu Trưởng phòng Tái thẩm định SCB | 3 năm tù‡                                                                 |
| 36 | Mai Hồng Chín                                                             | Cựu Giám đốc Phòng tái thẩm định SCB | 10 năm tù                                                                 |
| 37 | Mai Văn Sáu Nhở                                                           | Cựu Giám đốc Phòng tái thẩm định SCB | 12 năm tù                                                                 |
| 38 | Lương Thị Hồng Quế                                                        | Giám đốc Phòng phê duyệt tín dụng khách hàng doanh nghiệp SCB | 3 năm tù                                                                  |
| 39 | Lê Anh Phương                                                             | Cựu Giámd dốc Chi nhánh Sài Gòn SCB | 7 năm tù                                                                  |
| 40 | Phan Tấn Khôi                                                             | Giám đốc Chi nhánh Đông Sài Gòn SCB | 7 năm tù                                                                  |
| 41 | Lưu Chấn Nguyên                                                           | Giám đốc Phòng giao dịch Bảy Hiền SCB | 3 năm tù‡                                                                 |
| 42 | Nguyễn Anh Thép                                                           | Cựu Phó Giám đốc SCB chi nhánh Cống Huỳnh và chi nhánh Sài Gòn | 6 năm tù                                                                  |
| 43 | Võ Triệu Lân                                                              | Giám đốc Chi nhánh Chợ Lớn SCB | 5 năm tù                                                                  |
| 44 | Nguyễn Ngọc Tú                                                            | Phó Giám đốc SCB Chi nhánh Cống Quỳnh | 4 năm tù                                                                  |
| 45 | Nguyễn Lâm Anh Vũ                                                         | Cựu Phó giám đốc Chi nhánh Bến Thành SCB | 13 năm tù                                                                 |
| 46 | Phạm Thế Quảng                                                            | Cựu Phó giám đốc Chi nhánh Bến Thành SCB | 2 năm tù                                                                  |
| 47 | Huỳnh Thiên Văn                                                           | Giám đốc kinh doanh khách hàng doanh nghiệp SCB | 4 năm tù                                                                  |
| 48 | Bùi Đức Khoa                                                              | Phó Tổng giám đốc Công ty CP Natural Land | 11 năm tù                                                                 |
| 49 | Nguyễn Thị Khánh Vân                                                      | Cựu nhân viên Công ty CP Natural Land | 4 năm tù                                                                  |
| 50 | Hồ Bảo Ngọc                                                               | Giám đốc Vùng 2 SCB | 6 năm tù                                                                  |
| 51 | Trần Thị Kim Chi                                                          | Cựu nhân viên Công ty CP Natural Land | 3 năm tù‡                                                                 |
| 52 | Nguyễn Phi Long                                                           | Nhân viên tài chính Tập đoàn Vạn Thịnh Phát | 6 năm tù                                                                  |
| 53 | Đặng Quang Nguyên                                                         | Cựu Phó Tổng giám đốc Công ty CP Lavifood | 3 năm tù                                                                  |
| 54 | Chu Lập Cơ (Chu Nap Kee Eric)                                             | Chủ tịch HĐQT Công ty CP đầu tư quảng trường thời đại Times Square | 7 năm tù                                                                  |
| 55 | Cao Việt Dũng                                                             | Chủ tịch HĐQT Công ty TNHH thương mại và sản xuất Tường Việt | 2 năm tù                                                                  |
| 56 | Nguyễn Thanh Tùng                                                         | Chủ tịch HĐQT Công ty CP Dầu khí Đông Phương | 5 năm tù                                                                  |
| 57 | Đào Chí Kiên                                                              | Phó tổng giám đốc Công ty CP Dầu khí Đông Phương | 3 năm tù                                                                  |
| 58 | Lê Văn Chánh                                                              | Giám đốc Khối hỗ trợ kinh doanh SCB | 5 năm tù                                                                  |
| 59 | Bùi Ngọc Sơn                                                              | Phó giám đốc Phòng tái thẩm định SCB | 3 năm tù‡                                                                 |
| 60 | Lê Huy Khánh                                                              | Giám đốc Công ty TNHH thẩm định giá Tầm Nhìn Mới | 5 năm tù                                                                  |
| 61 | Hồ Bình Minh                                                              | Phó giám đốc Công ty TNHH thẩm định giá MHD | 6 năm tù                                                                  |
| 62 | Trần Thị Kim Ngân                                                         | Tổng giám đốc Công ty CP thẩm định giá Thiên Phú | 3 năm tù‡                                                                 |
| 63 | Trần Tuấn Hải                                                             | Nhân viên thẩm định giá Công ty CP thẩm định giá Thiên Phú | 2 năm tù                                                                  |
| 64 | Trần Văn Nhị                                                              | Phó giám đốc Công ty TNHH hãng kiểm toán và định giá ATC | 3 năm tù                                                                  |
| 65 | Đỗ Xuân Nam                                                               | Phó tổng giám đốc Công ty CP tư vấn dịch vụ bất động sản DATC | 3 năm tù‡                                                                 |
| 66 | Lê Kiều Trang                                                             | Phó tổng giám đốc Công ty CP thẩm định giá EXIM | 3 năm tù‡                                                                 |
| Lợi dụng chức vụ, quyền hạn trong khi thi hành công vụ                                                          |                                                                           | |                                                                           |
| 67 | Nguyễn Văn Hưng                                                           | Cựu Phó chánh thanh tra phụ trách Cơ quan Thanh tra, giám sát ngân hàng (thuộc Ngân hàng Nhà nước) | 11 năm tù                                                                 |
| 68 | Nguyễn Thị Phụng                                                          | Phó cục trưởng Cục Thanh tra, giám sát ngân hàng II | 4 năm tù                                                                  |
| 69 | Bùi Tuấn Khoa                                                             | Phó cục trưởng Cục Thanh tra, giám sát ngân hàng II | 3 năm tù                                                                  |
| 70 | Vương Đỗ Anh Tuấn                                                         | Trưởng phòng Thanh tra thuộc Cục Thanh tra, giám sát ngân hàng II | 3 năm tù‡                                                                 |
| 71 | Trần Văn Tuấn                                                             | Thanh tra viên Vụ Thanh tra, giải quyết khiếu nại, tố cáo khối nội chính và kinh tế tổng hợp (thuộc Thanh tra Chính phủ)                                                                                   | 3 năm tù                                                                  |
| 72 | Lê Thanh Hà                                                               | Phó chánh Thanh tra Kiểm toán Nhà nước, cựu Trưởng phòng Kiểm toán ngân hàng 1, Kiểm toán Nhà nước chuyên ngành VII                                                                                        | 3 năm tù                                                                  |
| 73 | Nguyễn Văn Thùy                                                           | Cựu Phó trưởng ban Giám sát tổng hợp, Ủy ban Giám sát tài chính quốc gia | 3 năm tù                                                                  |
| 74 | Nguyễn Tuấn Anh                                                           | Cựu công chức Vụ Thanh tra, giám sát các tổ chức tín dụng trong nước (thuộc Cơ quan Thanh tra, giám sát ngân hàng, Ngân hàng Nhà nước)                                                                     | 3 năm tù                                                                  |
| 75 | Vũ Khánh Linh                                                             | Phó trưởng phòng Thanh tra ngân hàng thương mại cổ phần (thuộc Cục Thanh tra, giám sát ngân hàng II, Ngân hàng Nhà nước)                                                                                   | 3 năm tù‡                                                                 |
| 76 | Trương Việt Hưng                                                          | Thanh tra viên Vụ Thanh tra, giải quyết khiếu nại, tố cáo khối nội chính và kinh tế tổng hợp (thuộc Thanh tra Chính phủ)                                                                                   | 3 năm tù                                                                  |
| 77 | Nguyễn Duy Phương                                                         | Thanh tra viên Vụ Thanh tra, giải quyết khiếu nại, tố cáo khối nội chính và kinh tế tổng hợp | 2 năm tù                                                                  |
| 78 | Nguyễn Văn Dũng                                                           | Phó giám đốc Ngân hàng Nhà nước chi nhánh TP.HCM | 11 năm tù                                                                 |
| 79 | Nguyễn Thị Phi Loan                                                       | Cựu Phó chánh Thanh tra phụ trách Cơ quan Thanh tra, giám sát Ngân hàng Nhà nước chi nhánh TP.HCM | 4 năm tù                                                                  |
| 80 | Phan Tấn Trung                                                            | Phó chánh Thanh tra, giám sát ngân hàng, Ngân hàng Nhà nước chi nhánh TP.HCM | 7 năm tù                                                                  |
| 81 | Võ Văn Thuần                                                              | Phó chánh Thanh tra, giám sát ngân hàng, Ngân hàng Nhà nước chi nhánh TP.HCM | 7 năm tù                                                                  |
| 82 | Nguyễn Tín                                                                | Cựu Phó trưởng phòng Thanh tra hành chính, giải quyết khiếu nại, tố cáo và phòng chống tham nhũng, Cục Thanh tra, giám sát ngân hàng TP.HCM thuộc Cơ quan Thanh tra, giám sát ngân hàng Ngân hàng Nhà nước | 3 năm tù                                                                  |
| Thiếu trách nhiệm gây hậu quả nghiêm trọng                                                                      |                                                                           | |                                                                           |
| 83 | Phạm Thu Phong                                                            | Cựu Trưởng ban Kiểm soát SCB | 3 năm tù‡                                                                 |
| 84 | Lưu Quốc Thắng                                                            | Cựu Trưởng ban Kiểm soát SCB | 3 năm tù‡                                                                 |
| 85 | Nguyễn Văn Du                                                             | Cựu quyền Chánh Thanh tra Cơ quan Thanh tra, giám sát ngân hàng Ngân hàng Nhà nước | 3 năm tù‡                                                                 |
| Lạm dụng tín nhiệm chiếm đoạt tài sản                                                                           |                                                                           | |                                                                           |
| 86 | Nguyễn Cao Trí                                                            | Chủ tịch HĐQT Công ty Văn Lang và Công ty Capella | 6 năm tù                                                                  |

#### Một số cá nhân khác
Ngoài 86 cá nhân trên, còn có hai bị cáo người nước ngoài là Lee George Lam và Henry Sun Ka Ziang đã xuất cảnh khỏi Việt Nam. Theo đó Cơ quan Cảnh sát điều tra Bộ Công an sẽ tách vụ án hình sự và tạm đình chỉ điều tra đối với hai đối tượng trên. Theo cáo trạng từ chính quyền địa phương, Lee George Lam đã làm việc tại SCB từ tháng 6 năm 2012 đến ngày 19 tháng 1 năm 2015 lần lượt với các chức vụ là Thành viên HĐQT, Phó Chủ tịch HĐQT SCB và gây thiệt hại cho ngân hàng này hơn 19.733 tỷ đồng. Tương tự với các chức vụ của Lee George Lam, Henry Sun Ka Ziang đã gây thiệt hại cho SCB 462.089 tỷ đồng trong giai đoạn từ 1 tháng 7 năm 2015 đến 31 tháng 8 năm 2022. Tuy nhiên, theo Phân viện Khoa học Hình sự Thành phố Hồ Chí Minh từ giám định chữ ký tên Henry Sun Ka Ziang và Lee George Lam thì cả hai chữ ký này do cùng một người ký ra. Việt Nam cũng đã yêu cầu Cục Tư pháp Hồng Kông, Trung Quốc xác nhận đối với Lee George Lam và Henry Sun Ka Ziang. Hiện tại, hai cá nhân cũng đang bị Bộ Công an Việt Nam ra lệnh truy nã.
Trên tờ South China Morning Post đăng tải, cá nhân này chính là Lee George Lam, thành viên của Nhóm chuyên gia đơn vị chính sách của Đặc khu Hồng Kông. Ông cho biết, "các cáo buộc là vô căn cứ, tôi sẽ liên hệ với cơ quan chức năng Việt Nam để làm rõ sự việc". Ông nói thêm vào thời điểm đó, bản thân ông không liên quan đến hội đồng quản trị, không thuộc ban quản lý và không có thẩm quyền gì đối với các khoản vay. Ngoài ra, phát ngôn của chính phủ Hồng Kông cho biết họ đã đang hợp tác với các khu vực pháp lý khác để đối phó với tội phạm.

### Giai đoạn 2
Chú thích
     Có mặt trong 2 giai đoạn
     Tội danh
| STT                                                                                | Họ và tên                                                                          | Chức vụ | Kết quả xét xử                                                                     |
| Lừa đảo chiếm đoạt tài sản, Rửa tiền và Vận chuyển trái phép tiền tệ qua biên giới | Lừa đảo chiếm đoạt tài sản, Rửa tiền và Vận chuyển trái phép tiền tệ qua biên giới | Lừa đảo chiếm đoạt tài sản, Rửa tiền và Vận chuyển trái phép tiền tệ qua biên giới                            | Lừa đảo chiếm đoạt tài sản, Rửa tiền và Vận chuyển trái phép tiền tệ qua biên giới |
| ---------------------------------------------------------------------------------- | ---------------------------------------------------------------------------------- | --- | ---------------------------------------------------------------------------------- |
| 1                                                                                  | Trương Mỹ Lan                                                                      | Chủ tịch Hội đồng quản trị Tập đoàn Vạn Thịnh Phát                                                            | Chung thân                                                                         |
| 2                                                                                  | Nguyễn Phương Anh                                                                  | Phó tổng giám đốc Công ty Sài Gòn Peninsula                                                                   | 16 năm tù                                                                          |
| 3                                                                                  | Trịnh Quang Công                                                                   | Tổng giám đốc Công ty CP tập đoàn quản lý Acumen                                                              | 15 năm tù                                                                          |
| 4                                                                                  | Trương Khánh Hoàng                                                                 | Cựu Quyền Tổng giám đốc SCB                                                                                   | 23 năm tù                                                                          |
| Lừa đảo chiếm đoạt tài sản và Rửa tiền                                             |                                                                                    | |                                                                                    |
| 5                                                                                  | Trần Thị Mỹ Dung                                                                   | Phó tổng giám đốc Ngân hàng SCB                                                                               | 14 năm tù                                                                          |
| Lừa đảo chiếm đoạt tài sản và Vận chuyển trái phép tiền tệ qua biên giới           |                                                                                    | |                                                                                    |
| 6                                                                                  | Nguyễn Vũ Anh Thi                                                                  | Tổng giám đốc Công ty CP Tập đoàn phát triển hạ tầng và BĐS Việt Nam                                          | 9 năm tù                                                                           |
| 7                                                                                  | Nguyễn Hữu Hiệu                                                                    | Phó tổng giám đốc Công ty CP đầu tư Times Square Việt Nam                                                     | 12 năm tù                                                                          |
| 8                                                                                  | Võ Tấn Hoàng Văn                                                                   | Cựu Tổng giám đốc SCB                                                                                         | 17 năm tù                                                                          |
| 9                                                                                  | Bùi Anh Dũng                                                                       | Cựu Chủ tịch Hội đồng quản trị SCB                                                                            | 10 năm tù                                                                          |
| Rửa tiền                                                                           |                                                                                    | |                                                                                    |
| 10                                                                                 | Chu Lập Cơ (Chu Nap Kee Eric)                                                      | Chủ tịch HĐQT Công ty CP đầu tư quảng trường thời đại Times Square                                            | 2 năm tù                                                                           |
| 11                                                                                 | Bùi Văn Dũng                                                                       | Lái xe riêng cho bà Trương Mỹ Lan                                                                             | 2 năm 6 tháng tù                                                                   |
| 12                                                                                 | Trần Xuân Phượng                                                                   | Thư ký cho Ngô Thanh Nhã                                                                                      | 2 năm 6 tháng tù                                                                   |
| 13                                                                                 | Tô Thị Anh Đào                                                                     | Phó tổng giám đốc Công ty CP Tập đoàn đầu tư Vạn Thịnh Phát                                                   | 2 năm 6 tháng tù                                                                   |
| Lừa đảo chiếm đoạt tài sản                                                         |                                                                                    | |                                                                                    |
| 14                                                                                 | Trương Huệ Vân                                                                     | Tổng giám đốc Công ty Tập đoàn quản lý bất động sản Windsor                                                   | 5 năm tù                                                                           |
| 15                                                                                 | Hồ Bửu Phương                                                                      | Chủ tịch HĐQT Công ty CP chứng khoán Tân Việt                                                                 | 10 năm tù                                                                          |
| 16                                                                                 | Bùi Đức Khoa                                                                       | Phó tổng giám đốc Công ty CP Natural Land                                                                     | 7 năm tù                                                                           |
| 17                                                                                 | Thái Thị Thanh Thảo                                                                | Giám đốc dịch vụ khách hàng Wholesale SCB chi nhánh Sài Gòn                                                   | 5 năm tù                                                                           |
| 18                                                                                 | Ngô Thanh Nhã                                                                      | Tổng giám đốc Công ty CP đầu tư Vạn Thịnh Phát, Nguyên Chủ tịch HĐQT Công ty cổ phần Tập đoàn đầu tư An Đông  | 5 năm tù                                                                           |
| 19                                                                                 | Trương Thị Kim Lài                                                                 | Kế toán trưởng Công ty CP Tập đoàn đầu tư An Đông                                                             | 4 năm tù                                                                           |
| 20                                                                                 | Kwok Hakman Oliver                                                                 | Tổng giám đốc Công ty Cổ phần Tập đoàn đầu tư An Đông                                                         | 5 năm 6 tháng tù                                                                   |
| 21                                                                                 | Trương Wincent Kinh                                                                | Chủ tịch HĐQT Công ty Tập đoàn Sài Gòn Peninsula, Nguyên Chủ tịch Công ty CP Đầu tư và Phát triển Sunny World | 5 năm tù                                                                           |
| 22                                                                                 | Trần Thị Thúy Ái                                                                   | Nguyên Kiểm soát viên ngân quỹ kiêm thủ kho ngân hàng SCB chi nhánh Sài Gòn                                   | 4 năm tù                                                                           |
| 23                                                                                 | Phạm Thị Thúy Hằng                                                                 | Kế toán trưởng Công ty SPG                                                                                    | 5 năm tù                                                                           |
| 24                                                                                 | Đặng Phương Hoài Tâm                                                               | Nguyên Phó Văn phòng HĐQT Công ty CP Tập đoàn Vạn Thịnh Phát                                                  | 4 năm tù                                                                           |
| 25                                                                                 | Phan Chí Luân                                                                      | Nhân viên văn phòng HĐQT Công ty CP Tập đoàn Vạn Thịnh Phát                                                   | 5 năm tù                                                                           |
| 26                                                                                 | Trần Văn Tuấn                                                                      | TGĐ Công ty CP Dịch vụ – Thương mại TPHCM (Setra)                                                             | 5 năm tù                                                                           |
| 27                                                                                 | Trần Thị Lan Chi                                                                   | Kế toán trưởng Công ty CP Dịch vụ – Thương mại TPHCM (Setra)                                                  | 3 năm tù                                                                           |
| 28                                                                                 | Trần Đình Hưng                                                                     | Nguyên PGĐ tài chính Công ty CP Đầu tư và Phát triển Sunny World và Công ty CP Đầu tư Quang Thuận             | 5 năm tù                                                                           |
| 29                                                                                 | Huỳnh Phong Phú                                                                    | Nguyên kế toán Công ty CP Đầu tư Quang Thuận                                                                  | 3 năm tù                                                                           |
| 30                                                                                 | Vũ Quốc Tuấn                                                                       | Nguyên Giám đốc tài chính công ty CP Đầu tư và Phát triển Sunny World                                         | 6 năm tù                                                                           |
| 31                                                                                 | Đinh Thị Ngọc Thanh                                                                | Nguyên Kế toán trưởng Công ty CP đầu tư và Phát triển Sunny World                                             | 3 năm tù                                                                           |
| 32                                                                                 | Lý Quốc Trung                                                                      | Nguyên Phó TGĐ, Kiểm toán viên Công ty Kiểm toán và tư vấn A&C                                                | 3 năm tù                                                                           |
| 33                                                                                 | Phạm Hoa Đăng                                                                      | Kiểm toán viên Công ty Kiểm toán và tư vấn A&C                                                                | 2 năm tù                                                                           |
| Vận chuyển trái phép tiền tệ qua biên giới                                         |                                                                                    | |                                                                                    |
| 34                                                                                 | Tô Thị Anh Đào                                                                     | Phó TGĐ Công ty CP Tập đoàn Đầu tư Vạn Thịnh Phát                                                             | 2 năm 6 tháng tù                                                                   |

### Những người đã tử vong
Trong giai đoạn diễn ra sai phạm, Nguyễn Tiến Thành – Chủ tịch HĐQT kiêm tổng giám đốc Công ty CP Chứng khoán Tân Việt và là Thành viên HĐQT Ngân hàng SCB (vợ ông là Tống Thị Thanh Hoàng – Phó Tổng giám đốc Công ty Cổ phần Tập đoàn Vạn Thịnh Phát) đã qua đời vào ngày 6 tháng 10 năm 2022 do đột quỵ. Cái chết của ông diễn ra trước vài giờ bà Trương Mỹ Lan bị bắt giữ. Cái chết của ông cùng việc bà Lan bị bắt giữ là một trong những nguyên nhân khiến nhiều người dân đổ xô rút tiền khỏi Ngân hàng SCB. Trong lúc bắt giữ bà Trương Mỹ Lan, Nguyễn Phương Hồng – Trợ lý Tập đoàn Vạn Thịnh Phát, thành viên HĐQT của Ngân hàng SCB cũng bị bắt giữ. Trước đó, bà cũng đã bị cơ quan cảnh sát điều tra khởi tố do các sai phạm liên quan đến Tập đoàn Vạn Thịnh Phát. Cái chết của bà được cho là qua đời tại nhà riêng ở Thành phố Thủ Đức, Thành phố Hồ Chí Minh. Tuy nhiên, các phương tiện truyền thông Việt Nam đều đồng loạt xóa thông tin về cái chết của bà ngay sau đó. Ngoài ra sau đó vào khoảng ngày 14–15 tháng 10 năm 2022, Nguyễn Ngọc Dương – Tổng Giám đốc Công ty Sài Gòn Penninsula, cựu Tổng Giám đốc Công ty Vạn Phát Hưng, cái chết của ông theo Người Việt là "té lầu". Trên tờ báo cáo của Đảng bộ Quận 2 cho rằng ông đã tự tử, nhưng nguyên nhân tự tử thì không rõ. Vào ngày 29 tháng 10, khi công bố những thông tin về vụ án, Trung tướng Tô Ân Xô cho biết, "Trong quá trình tố tụng, có bị can, người liên quan qua đời do đột tử. Tất nhiên việc này có khó khăn cho quá trình điều tra. Nhưng với quyết tâm của lực lượng thực thi pháp luật thì chắc chắn bản chất của vụ việc sẽ được làm rõ, pháp luật sẽ được thực thi đúng người, đúng tội".
Trong ngày xét xử đầu tiên, Viện KSND thông tin về 3 trường hợp đã giúp sức hỗ trợ cho bà Trương Mỹ Lan chiếm đoạt tiền từ Ngân hàng SCB nhưng đã qua đời nên sẽ không bị xem xét xử lý hình sự. Sau khi quá trình xét xử giai đoạn 1 kết thúc, HĐXX đã đề cập đến 3 người đã qua đời là Nguyễn Phương Hồng, Nguyễn Tiến Thành và Nguyễn Ngọc Dương và yêu cầu phía Cơ quan điều tra tiếp tục điều tra, truy hồi dòng tiền nhằm "xác định nghĩa vụ hoàn trả tài sản của 3 cá nhân nêu trên". Khi kết quả điều tra của giai đoạn 2 được công bố, cả 3 cá nhân qua đời đều được Bộ Công an Việt Nam xác định phạm tội "Lừa đảo chiếm đoạt tài sản". Riêng Nguyễn Tiến Thành được cho là đã lên phương án phát hành trái phiếu cho 4 công ty con thuộc Tập đoàn Vạn Thịnh Phát và trách nhiệm của ông liên quan với số tiền khoảng 30.000 tỷ đồng. Trong khi đó, bà Nguyễn Phương Hồng bị cáo buộc phát hành trái phiếu, bán trái phiếu và là đồng phạm của bà Lan với số tiền 30.000 tỷ đồng, tương tự như ông Thành. Còn ông Nguyễn Ngọc Dương được cho đã ký chứng từ nhằm chuyển 3.900 tỷ đồng để lập gói trái phiếu nhằm phục vụ các hành vi phạm pháp tại các công ty con thuộc Tập đoàn Vạn Thịnh Phát, một trong số các phần tiền đó đã bị ông giữ lại để sử dụng cho mục đích cá nhân.

## Thi hành
Theo báo cáo từ Ban cán sự Đảng Bộ Tư pháp trong giai đoạn 1 của vụ án, Cơ quan thi hành án TPHCM phải thực hiện việc thi hành tổng cộng hơn 22.000 tỷ đồng, kèm theo hơn 1.000 bất động sản và hơn 1 tỷ cổ phần cùng các tài khoản đã bị phong tỏa. Ở giai đoạn 2, Cơ quan này cần thi hành hơn 31.000 tỷ đồng và bồi thường cho hơn 43.000 người. Như vậy, tổng giá trị tiền và tài sản mà Cơ quan thi hành án TP HCM phải giải quyết trong vụ án Vạn Thịnh Phát lên đến hơn 50.000 tỷ đồng. Thứ trưởng Bộ Tư pháp Mai Lương Khôi cho rằng số tiền này chiếm khoảng một phần ba tổng số tiền mà Cơ quan thi hành án dự kiến sẽ xử lý trong năm 2024. Để giải quyết vấn đề này Trung ương và Thủ tướng Chính phủ đã cho phép thành lập "Ban Chỉ đạo liên ngành tổ chức thi hành và thu hồi tài sản bị thất thoát, chiếm đoạt trong vụ án Vạn Thịnh Phát" và Bộ Tư pháp sẽ là cơ quan thành lập Ban Chỉ đạo này.

## Ảnh hưởng

### Thay đổi chính sách và pháp luật
Ngày 28 tháng 8 năm 2023, Ngân hàng Nhà nước (NHNN) Việt Nam đề xuất tách Cục Phòng, chống rửa tiền ra khỏi Cơ quan Thanh tra giám sát ngân hàng thành một Cục trực thuộc NHNN khi đề cập đến nhiều vụ án bao gồm vụ án Vạn Thịnh Phát khi có dấu hiệu rửa tiền. Tương tự vào tháng 1 năm 2024, trong Kỳ hợp bất thường lần thứ 5, Quốc hội cũng yêu cầu chỉnh lý và thông qua dự thảo Luật Các tổ chức tín dụng (sửa đổi) 2024. Theo quy định mới, một cá nhân chỉ còn có thể sở hữu từ 5% xuống còn 3% tỷ lệ sở hữu vốn điều ngân hàng. Đồng thời, đối với cổ đông là tổ chức thì con số này là giảm từ 15% xuống 10%, trừ ngân hàng bị kiểm soát đặc biệt hoặc thuộc sở hữu của Nhà nước. Đối với nhóm cổ đông và "người liên quan" con số này được giảm từ 20% xuống 15%. Luật sẽ bắt đầu có hiệu lực từ ngày 1 tháng 7 năm 2024. Trong một bài viết của Tạp chí Ngân hàng, cơ quan của Ngân hàng Nhà nước Việt Nam cho rằng Luật Các tổ chức tín dụng sửa đổi năm 2024 sẽ giúp hạn chế được việc định giá khống các tài sản đảm bảo, tác động mạnh mẽ đến nhiều lĩnh vực liên quan đến Tài chính – Ngân hàng, đặc biệt đó là ngành bất động sản. Tạp chí này cũng ca ngợi Luật mới làm "tăng trách nhiệm cá nhân, tổ chức", đặc biệt là trách nhiệm trong việc "thẩm định hồ sơ, định giá các tài sản vay vốn".

### Thiệt hại kinh tế
Sau khi bà Trương Mỹ Lan bị bắt giữ, người dân bắt đầu đổ xô ồ ạt đi rút tiền thì Sacombank đã bị nhầm lẫn do nhiều người tưởng SCB là viết tắt cho cụm từ "Sacombank". Từ trang Facebook đến trang web chính thức của doanh nghiệp đều phải đính chính cho khách hàng và người dân rằng, việc mã chứng khoán của "Sacombank" là STB (viết tắt trong Saigon Thuong Tin Commercial Joint Stock Bank), không phải là SCB. Trong sáng ngày 20 tháng 11 năm 2023, khi cơ quan cảnh sát điều tra đưa ra các thông tin cáo buộc bà Trương Mỹ Lan, thị trường chứng khoán Việt Nam bắt đầu xanh – đỏ thất thường. Chỉ trong vòng buổi sáng, chỉ số VN-Index đã hạ nhiệt 15 điểm sau khi mở cửa phiên giao dịch và tiếp tục giảm 10 điểm sau đó về 1.090 điểm. Vietcombank đã có lúc tăng sau khi bị giảm vào đầu giờ giao dịch. Tương tự với cổ phiếu của VietJet, Vincom Retail, Tập đoàn Xăng dầu Việt Nam... Quy mô thiệt hại lúc bấy giờ của bà Lan được ước tính vào khoảng 12,75 triệu tỷ đồng, tương đương 2,4% tổng dư nợ tín dụng toàn nền kinh tế của Việt Nam. Nhiều nhà phân tích trong nước cũng cho rằng, tâm lý của các nhà đầu tư có khả năng sẽ e dè với thị trường chứng khoán sau thông tin Vạn Thịnh Phát, tuy nhiên họ không còn hoảng loạn như thời điểm bà Trương Mỹ Lan bắt đầu bị bắt giữ như hồi cuối năm 2022. VN-Index được cho là sẽ hạ đáy là 1.030 điểm rồi tăng, giảm trở lại phụ thuộc vào tâm lý các nhà đầu tư. Vào cuối năm 2023, lĩnh vực bất động sản Việt Nam được cho là khá ảm đạm khi 1.300 công ty bất động sản rút khỏi thị trường. Giá thuê bất động sản phức hợp như nhà phố thương mại ở Thành phố Hồ Chí Minh cũng đã giảm đi một phần ba.
Với tổng số tiền lừa đảo lên tới 304 nghìn tỷ đồng, tương đương 12,5 tỷ USD khiến đây trở thành vụ bê bối kinh tế lớn nhất trong lịch sử Việt Nam từ trước đến nay. Vượt qua bê bối 1Malaysia Development Berhad, vụ án này đã trở thành bê bối tham nhũng lớn nhất trong lịch sử Đông Nam Á. Dựa vào mức độ lừa đảo và số tiền mà bà Trương Mỹ Lan chiếm đoạt tại Ngân hàng SCB, theo Người quan sát, dựa trên thống kê dữ liệu của Thinkadvisor đến cuối năm 2022 trong bài viết "10 of the Biggest Financial Frauds of the Past 25 Years" (tạm dịch: 10 vụ lừa đảo tài chính lớn nhất năm 2022) thì vụ việc tại Việt Nam đã lọt vào top 3 vụ án lừa đảo tài chính thế giới. Đến ngày 29 tháng 3 nhằm để duy trì khả năng thanh toán cho Ngân hàng SCB, Ngân hàng Nhà nước Việt Nam đã cung cấp một khoản vay đặc biệt trị giá 24 tỷ USD cho ngân hàng này. Một số ý kiến cho rằng, "Nếu không cho vay, SCB sẽ sụp đổ". Trong khi đó, khoản vay này hiện đã chiếm 1/4 trong số 100 tỷ USD dự trữ ngoại hối của cả Việt Nam và điều này sẽ khiến cho "kho bạc quốc gia dần cạn kiệt". Việc khủng hoảng từ SCB cũng được cho sẽ làm giảm tốc độ tăng trưởng GDP của Việt Nam trong năm 2024. Trong hai tháng đầu năm 2024, tăng tưởng tín dụng của Việt Nam cũng sụt giảm trong khi đó nợ xấu có xu hướng gia tăng.

### Biểu tình

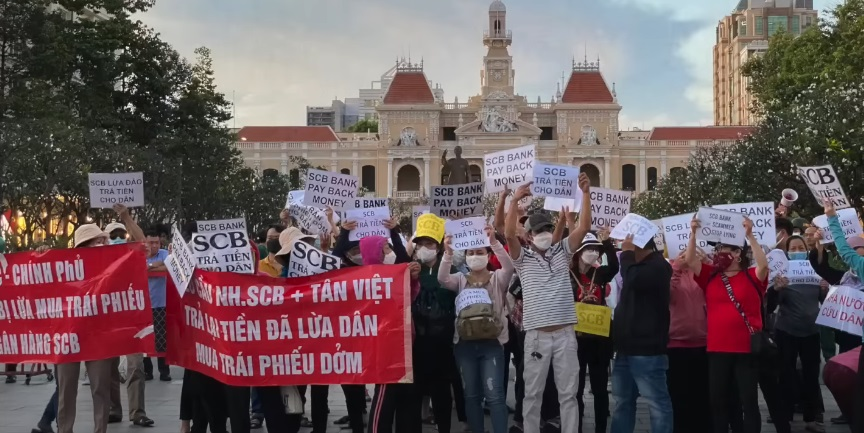
Người dân biểu tình lên án ngân hàng SCB tại phố đi bộ Nguyễn Huệ.

Sau khi thông tin bà Trương Mỹ Lan bị bắt giữ, người dân đã đổ xô hàng loạt đi rút tiền khỏi các tài khoản ngân hàng thuộc sở hữu của Ngân hàng SCB. Trên các nền tảng mạng xã hội, hàng trăm bài viết, video kêu gọi rút tiền trước hạn tại các cây ATM của SCB và đồng thời các hình ảnh người dân tập trung đông tại trụ sở, cây ATM của SCB tại Thành phố Hồ Chí Minh, Hà Nội, Đà Nẵng và Quảng Ninh cũng được lan truyền mạnh mẽ. Ngay sau đó để trấn an dư luận, chính quyền Việt Nam đã kêu gọi xử lý nghiêm những trường hợp tung tin thất thiệt, đăng tin sai sự thật liên quan đến SCB. Nhiều trường hợp đã bị chính quyền Việt Nam xử phạt do "cố tình tung tin thất thiệt, gây hoang mang dư luận". Đồng thời, Ngân hàng Nhà nước Việt Nam cũng lên tiếng cam kết theo sát và đảm bảo hoạt động ổn định cho Ngân hàng SCB. Ngày 15 tháng 10 năm 2022, Ngân hàng Nhà nước Việt Nam ra thông báo kiểm soát đặc biệt đối với Ngân hàng SCB, và chỉ đạo các cán bộ đến điều hành và quản lý ngân hàng này. Sau đó không lâu, hàng trăm người dân cũng đã tập trung tại Công an Thành phố Hồ Chí Minh để gửi đơn tố cáo Ngân hàng SCB và công ty bảo hiểm nhân thọ Manulife.
Cũng trong khoảng thời gian này, từ tháng 10 năm 2022 đến tháng 12 năm 2023, số tiền người tiêu dùng gửi trong Ngân hàng SCB đã sụt giảm 80% về mức 6 tỷ USD do người dân lo ngại và rút tiền khỏi ngân hàng ở mức kỷ lục. Đến tháng 10 năm 2023, hàng trăm nhà đầu tư trái phiếu Vạn Thịnh Phát ở Hà Nội đã căng băng rôn biểu tình trước Ngân hàng SCB và Công ty Chứng khoán Tân Việt. Người biểu tình cho biết bản thân đã bị "dụ dỗ" mua trái phiếu từ Công ty Cổ phần Tập đoàn đầu tư An Đông mà phía Ngân hàng SCB và Công ty Chứng khoán Tân Việt tư vấn và phát hành. Nhiều người đã căng băng rôn như: "SCB trả tiền cho dân", "Ngân hàng SCB lừa đảo", "SCB Bank Pay Back Money"... Theo Đài Tiếng nói Hoa Kỳ, tổng cộng đã có hơn 40.000 nạn nhân mua trái phiếu của công ty An Đông, công ty con của Vạn Thịnh Phát. Nhiều nạn nhân cũng đã gửi đơn đến Thủ tướng Phạm Minh Chính hay Tổng Bí thư Nguyễn Phú Trọng. Không chỉ trước các trụ sở liên quan Tập đoàn Vạn Thịnh Phát, người dân còn thực hiện biểu tình ở trụ sở Ủy ban Chứng khoán Nhà nước Việt Nam tại Hà Nội hay ở Phố đi bộ Nguyễn Huệ tại Thành phố Hồ Chí Minh. Không chỉ ở hai thành phố lớn, các cuộc biểu tình sau đó cũng diễn ra tại Đà Nẵng, Nha Trang, Nghệ An, Gia Lai... Trong lúc xét xử vụ án, hàng trăm người dân đã tập trung bên ngoài tòa án để biểu tình phản đối. Điều này cũng đã được cảnh sát địa phương cho phép.
Trong sáng ngày 16 tháng 4, báo trước trước Ủy ban Thường vụ Quốc hội, Phó Trưởng Ban Tiếp công dân Trung ương Trần Quốc Dũng cho biết tình hình người dân khiếu nại, tố cáo, khiến nghị, phản ánh có xu hướng tăng. Ông cho rằng, một phần sự gia tăng này đến từ các sai phạm diễn ra tại Ngân hàng SCB hay Tân Hoàng Minh được đưa ra xét xử. Các khiến nghị, tố cáo của người dân cũng thường tập trung về Hà Nội và Thành phố Hồ Chí Minh.

### Vạn Thịnh Phát và các công ty liên quan
Trong giai đoạn từ tháng 10 năm 2022 đến tháng 12 năm 2023, tiền gửi trong SCB đã sụt giảm 80% về mức 6 tỷ USD. Số tiền mà người tiêu dùng rút khỏi ngân hàng cũng đạt mức kỷ lục. Trong khi đó, từ tháng 6 đến hết năm 2023, Ngân hàng Thương mại cổ phần Sài Gòn đã đóng cửa tổng cộng hết 39 phòng giao dịch tại 9 tình, thành bao gồm 27 văn phòng ở Thành phố Hồ Chí Minh, 5 văn phòng ở Hà Nội và Hải Phòng, Nghệ An, Bình Định, Đồng Nai, Đà Nẵng, Gia Lai và Long An với mỗi địa phương 1 phòng giao dịch. Vào 30 tháng 3 năm 2024, Sở giao dịch chứng khoán Hà Nội (HNX) đã xử phạt Tập đoàn Đầu tư An Đông, một công ty pháp nhân của Tập đoàn Vạn Thịnh Phát, với 92,5 triệu đồng do "không gửi công bố thông tin định kỳ" cho Sở giao dịch địa phương. Ngoài An Đông, một số nhóm doanh nghiệp khác trong "hệ sinh thái Vạn Thịnh Phát" như Đầu tư Quang Thuận, Đầu tư và Phát triển Phú Châu, Thiết kế và Trang trí nội thất Norah cũng bị xử phạt tương tự. Vào đầu tháng 4 năm 2024, Công ty Cổ phần Quang Thuận đã gửi thông tin định kỳ về tình hình tài chính năm 2023 đến HNX với hàng loạt báo cáo thua lỗ. Công ty này đã báo lỗ 177 tỷ đồng sau thuế, và thua lỗ 1.132 tỷ đồng vào năm 2022. Chỉ trong vòng 2 năm, doanh nghiệp đã ghi nhận mức thua lỗ lên tới 1.309 tỷ đồng.

### Văn hóa đại chúng
Sau khi phiên tòa xét xử bà Trương Mỹ Lan được diễn ra, cộng đồng mạng Việt Nam bắt đầu lan truyền một câu nói được chế lại từ câu nói của vua hải tặc Gold D. Roger khi bị hành quyết trong bộ anime và manga nổi tiếng One Piece của Nhật Bản. Trong nguyên tác One Piece, Roger đã truy tìm được kho báu vĩ đại và khi bị hành quyết ông đã nói, "Muốn lấy kho báu của ta ư? Nếu muốn các ngươi hãy cứ ra biển mà tìm!". Tương tự, Trương Mỹ Lan – một nhân vật nổi tiếng trong giới kinh doanh và cũng từng được nhiều báo chí gọi với danh xưng "bà trùm" với số tiền thiệt hại lên tới 673 nghìn tỷ đồng. Cộng đồng mạng sau đó đã chế lại tương tự câu nói đó như sau: "Khi phiên tòa hỏi, 'Bà đã giấu số tiền 673 nghìn tỷ đồng ở đâu?'. Bà ấy đã trả lời, 'Các ngươi muốn của cải của ta ư? Ta giấu ngoài biển khơi đấy, hãy ra đó mà tìm". Theo Thời báo Văn Học Nghệ Thuật, "trending" từ Việt Nam cũng đã xuất hiện ở một số nước trên thế giới. Nhiều từ khóa có liên quan đến việc săn kho báu hay liên quan đến One Piece cũng bắt đầu xuất hiện như: lên tàu, tìm kho báu, ra khơi, đại hải trình... Tuy nhiên, nhiều ý kiến cũng cho rằng xu hướng so sánh này là không phù hợp vì đây có thể xem là "thông tin không có thật" do bà Lan không hề có phát ngôn nào tương tự như mạng xã hội lan truyền. Đồng thời, việc số tiền tham nhũng hay tử hình một người được lấy làm trò đùa có thể khiến "lệch lạc" tư tưởng hay "trái với nguyên tắc nhân đạo". Đến ngày 20 tháng 4, Luật sư Giang Hồng Thanh – Luật sư bào chữa cho bà Trương Mỹ Lan đã gửi đơn lên chính quyền địa phương, tòa án cùng các cơ quan có liên quan đề nghị xử lý người tạo xu hướng vụ việc này. Luật sư này cho rằng, xu hướng này đã tạo dư luận xấu và làm ảnh hưởng đến sự uy nghiêm của tòa án, đồng thời xúc phạm danh dự, nhân phẩm và uy tín của bà Lan. Ngô Minh Hiếu – chuyên viên tại Trung tâm Giám sát An toàn thông tin Việt Nam cho rằng xu hướng này là không "đáng để hùa" và "gây hoang mang cho xã hội". Anh cũng cho rằng, nhiều đối tượng xấu cũng có thể sẽ lợi dụng xu hướng để lừa đảo, chiếm đoạt tài sản.

## Đánh giá và phản ứng

### Chính quyền
Sau khi bà Trương Mỹ Lan bị bắt giữ, nhiều người dân bắt đầu đổ xô đi rút tiền ở các chi nhánh, trụ ATM của ngân hàng SCB khiến cho nguồn tiền tại doanh nghiệp này bị tắc nghẽn. Ngay sau đó, các cơ quan báo chí đã dẫn lời Ngân hàng SCB trấn an dư luận và khẳng định việc bắt giữ bà Lan là do liên quan đến các sai phạm trái phiếu ở Công ty An Đông và không liên quan đến Ngân hàng SCB. Lúc bấy giờ, Ngân hàng Nhà nước cũng cam kết có giải pháp, chính sách để đảm bảo quyền và lợi ích hợp pháp của người gửi tiền. Đồng thời sẽ giữ vững ổn định cho Ngân hàng SCB, các hệ thống tín dụng và yêu cầu người cân nhắc khi rút những khoản tiền trước thời hạn tại SCB. Đến ngày 15 tháng 10 năm 2022, Ngân hàng Nhà nước Việt Nam ra thông báo quyết định kiểm soát đặc biệt đối với Ngân hàng SCB. Đồng thời sẽ chỉ định những cán bộ từ các ngân hàng thương mại nhà nước như Vietcombank, BIDV, VietinBank, Agribank tham gia quản trị, điều hành Ngân hàng SCB. Sau đó hơn một tháng, trong phiên họp Thường trực Ban Chỉ đạo Trung ương về phòng, chống tham nhũng, tiêu cực, Tổng Bí thư Nguyễn Phú Trọng đã yêu cầu "tập trung kiểm tra, giám sát, thanh tra, kiểm toán, điều tra, xử lý" các vụ án tham nhũng, kinh tế trong đó có Vạn Thịnh Phát. Khi đề cập đến các đối tượng bỏ trốn, ông Trọng cũng cho biết "trốn sang nước ngoài thì có thể dẫn độ về" và "không được thì xử vắng mặt".
Khi giai đoạn xét xử đang được diễn ra ở những ngày đầu tiên, Bí thư Thành phố Hồ Chí Minh Nguyễn Văn Nên cho biết, "Đây là một vụ án chưa từng có đối với Thành phố Hồ Chí Minh, một vụ án hình sự, kinh tế lớn, số lượng người có liên quan cực lớn, thời gian xét xử khoảng 60 ngày". Ông xác nhận, đây chỉ mới là giai đoạn 1 của vụ án, về giai đoạn 2 ông cho biết sẽ liên quan đến rất nhiều người dân và số lượng ước tính vào khoảng 30.000 người. Đăng tải trên báo Nhân Dân, bao gồm nhiều vụ án tham nhũng, kinh tế, Bộ Tư Pháp đã thu hồi số lượng tài sản lên tới 10 nghìn tỷ đồng. Tổng cục Thi hành án dân sự cũng yêu cầu nếu như giai đoạn 1 xét xử sơ thẩm các bị cáo không khiếu nại sau 15 ngày thì cơ quan thi hành án dân sự thành phố Hồ Chí Minh cần có biện pháp, bố trí nguồn lực để yêu cầu các cá nhân thi hành án. Vào ngày 12 tháng 4 năm 2024, trong một cuộc tọa đàm có sự tham gia của Bộ Công an Việt Nam, lực lượng cảnh sát kinh tế cho biết đã thu hồi khoảng 394.400 tỷ đồng từ vụ án Vạn Thịnh Phát. Theo Reuters, chính phủ Việt Nam được cho là đã yêu cầu Ngân hàng Nhà nước Việt Nam cung cấp "khoản vay đặc biệt" trị giá 24 tỷ USD "chưa từng có" cho Ngân hàng SCB từ tháng 10 năm 2022 đến đầu tháng này. Trước đó, vào sáng ngày 14 tháng 3, Thủ tướng Chính phủ Phạm Minh Chính cùng Phó Thủ tướng Lê Minh Khái cũng đã có một buổi hội nghị cùng nhiều doanh nghiệp, ngân hàng thương mại trên cả nước để điều hành chính sách tiền tệ ở Việt Nam trong năm 2024.
Sau khi giai đoạn một của vụ án được xét xử, vào ngày 14 tháng 5, Bộ Chính trị đã đề nghị Trung ương Đảng xem xét kỷ luật Nguyên Bí thư Thành ủy TPHCM Lê Thanh Hải và cảnh cáo đối với Lê Hoàng Quân, Nguyễn Thành Phong. Được biết các cá nhân này nằm trong Ban Cán sự đảng UBND TPHCM và đã để xảy ra vi phạm nguyên tắc tập trung dân chủ, quy chế làm việc và thiếu trách nhiệm liên quan đến các dự án bao gồm Vạn Thịnh Phát. Trong Hội nghị sơ kết 6 tháng đầu năm của Ban Nội chính Trung ương, Thường trực Ban Bí thư Lương Cường đã ra yêu cầu xử lý nghiêm minh các vụ án, liên quan đến lãnh đạo và quản lý để chuẩn bị cho Đại hội Đảng Cộng sản Việt Nam lần thứ XIV.

### Trong nước
Trên báo Sài Gòn Giải Phóng khi nói về giai đoạn 2 của vụ án đã cho rằng vụ án đã chỉ ra nhiều thiếu sót, sơ hở của pháp luật Việt Nam trong việc quản lý chứng khoán, tài chính và ngân hàng. Đồng thời, đề cập việc Ủy ban Chứng khoán Nhà nước, Cục Phòng chống rửa tiền (thuộc Cơ quan Thanh tra Giám sát Ngân hàng), Ngân hàng Nhà nước, Vụ Quản lý ngoại hối (thuộc Ngân hàng Nhà nước) đã kịp thời phát hiện các sai phạm của hệ sinh thái Vạn Thịnh Phát.

### Quốc tế
Michael Tatarski, một nhà báo sống ở Thành phố Hồ Chí Minh cho rằng, "Không còn nghi ngờ gì nữa, sẽ có thêm nhiều vụ bê bối và bắt giữ lớn sắp diễn ra". Nhà báo này cho rằng, "...có một cuộc điều tra về hoạt động khai thác cát đang được tiến hành" và công an Việt Nam cũng đang xem xét lĩnh vực năng lượng tái tạo cùng Tập đoàn Điện lực Việt Nam. Theo David Brown, một quan chức nghỉ hưu từ Bộ Ngoại giao Hoa Kỳ với nhiều kinh nghiệm tại Việt Nam, ông cho rằng "Chắc chắn chưa từng có một phiên tòa kiểu như thế này trong thời kỳ cộng sản" và "chưa từng có gì quy mô như vậy trong lịch sử". Theo BBC News, "đây là phiên tòa kịch tính nhất cho đến nay" trong chiến dịch đốt lò của Tổng Bí thư Nguyễn Phú Trọng. Le Hong Hiep từ Viện ISEAS ở Singapore cho biết, Đảng Cộng sản Việt Nam đang muốn gây ảnh hưởng với văn hóa kinh doanh tự do ở phía Nam khi đến cuối năm 2016, Hà Nội gần như đã để cho các lực lượng mafia Việt–Trung điều hành nền kinh tế ở phía Nam. Ông cũng cho rằng, việc diệt trừ các vấn đề tham nhũng mạnh tay ở Việt Nam có thể sẽ khiến nền kinh tế đi chậm lại do "tham nhũng là chất bôi trơn để giúp bộ máy [nước này] hoạt động". Trong khi đó, hãng thông tấn Reuters lại ca ngợi và cho đây là một "kết quả ấn tượng" trong chiến dịch phòng chống tham nhũng do Đảng Cộng sản lãnh đạo. Sau khi Nhà nước Việt Nam tung "khoản vay đặc biệt" cho Ngân hàng SCB, hãng thông tấn đã cho rằng các nhà chức trách Việt Nam "đang gặp khó khăn" trong việc ngăn chặn việc ảnh hưởng của SCB vào nền kinh tế mặc dù đã giám sát đặc biệt ngân hàng này từ 18 tháng trước.
Đài Tiếng nói Hoa Kỳ cho biết, đây là "vụ án kinh tế có hậu quả nặng nề nhất trong lịch sử Việt Nam" sau sự kiện ông Tăng Minh Phụng bị tử hình do lừa đảo liên quan đến Minh Phụng-EPCO vào những năm cuối thế kỷ 20, đầu thế kỷ 21. Theo The Times of India, vụ án này đã gây chấn động không chỉ ở Việt Nam mà còn trên thế giới, bởi đây là một động thái chưa từng có trong chiến dịch phòng chống tham nhũng ở Việt Nam. Nhận xét về bản án mà Tòa án nhân dân Thành phố Hồ Chí Minh tuyên án cho Trương Mỹ Lan, The Guardian cho biết đây là một bản án nặng nề và bất thường đối với một vụ án tham nhũng. Một số nhà quan sát cho rằng, may mắn đã xảy ra khi "chính phủ Việt Nam đã xử lý vụ án mà không làm tổn hại gì nhiều đến nền kinh tế" và cho rằng "làm sao để khắc phục được một vài phần thiệt hại để bù vào tiền thuế của người dân và trả lại tiền cho khách hàng của SCB" mới là câu hỏi lớn. Qua tờ Al Jazeera, Michael Tatarski – người dẫn chương trình podcast cho Vietnam Weekly, cho biết mức độ tài chính ở vụ án không chỉ dừng lại ở Việt Nam mà sẽ có thể là một trong những vụ bê bối tài chính lớn nhất trong lịch sử thế giới và chưa từng có một vụ tham nhũng nào mà truyền thông nhà nước Việt Nam đưa tin chi tiết và xem xét kỹ lưỡng đến vậy.
Theo tạp chí Time, Lê Thanh Hải – người từng giữ chức Bí thư Thành ủy Thành phố Hồ Chí Minh và Lê Hoàng Quân – người từng giữ chức Chủ tịch Ủy ban nhân dân Thành phố Hồ Chí Minh có thể có liên quan đến vụ án sau khi cả hai vào tháng 3 năm 2020 đã bị Ủy ban Kiểm tra Trung ương kỷ luật và cách chức sau những sai phạm liên quan đến khu đô thị mới Thủ Thiêm. Tạp chí cũng cho rằng cả hai người đã thúc đẩy sự phát triển nhanh chóng cho bà Lan và cũng là một trong các nguyên nhân dẫn đến sự thất bại của bà như hiện tại. Theo báo Tiếng Dân, sự lớn mạnh của Vạn Thịnh Phát, ngoài việc nhờ vào sự hỗ trợ của Lê Thanh Hải, Trương Mỹ Hoa còn có sự góp sức của Trần Đại Quang, Phạm Quý Ngọ... và được hầu hết trung ương biết đến nhưng "làm ngơ".

### Tư liệu
- Tòa án nhân dân Thành phố Hồ Chí Minh (2024). Niêm yết bản án 157/2024/HS-ST ngày 15/04/2024 vụ án Trương Mỹ Lan và đồng phạm (PDF). Việt Nam: Cổng thông tin điện tử  Tòa án nhân dân Thành phố Hồ Chí Minh. Bản gốc (PDF) lưu trữ ngày 13 tháng 6 năm 2024. Truy cập ngày 13 tháng 6 năm 2024.
- Tòa án nhân dân Thành phố Hồ Chí Minh (2024). Phụ lục cho Bản án 157/2024/HS-ST ngày 15/04/2024 vụ án Trương Mỹ Lan và đồng phạm (PDF). Việt Nam: Cổng thông tin điện tử Tòa án nhân dân Thành phố Hồ Chí Minh. Bản gốc (PDF) lưu trữ ngày 13 tháng 6 năm 2024. Truy cập ngày 13 tháng 6 năm 2024.